# Eleições autárquicas portuguesas de 2017

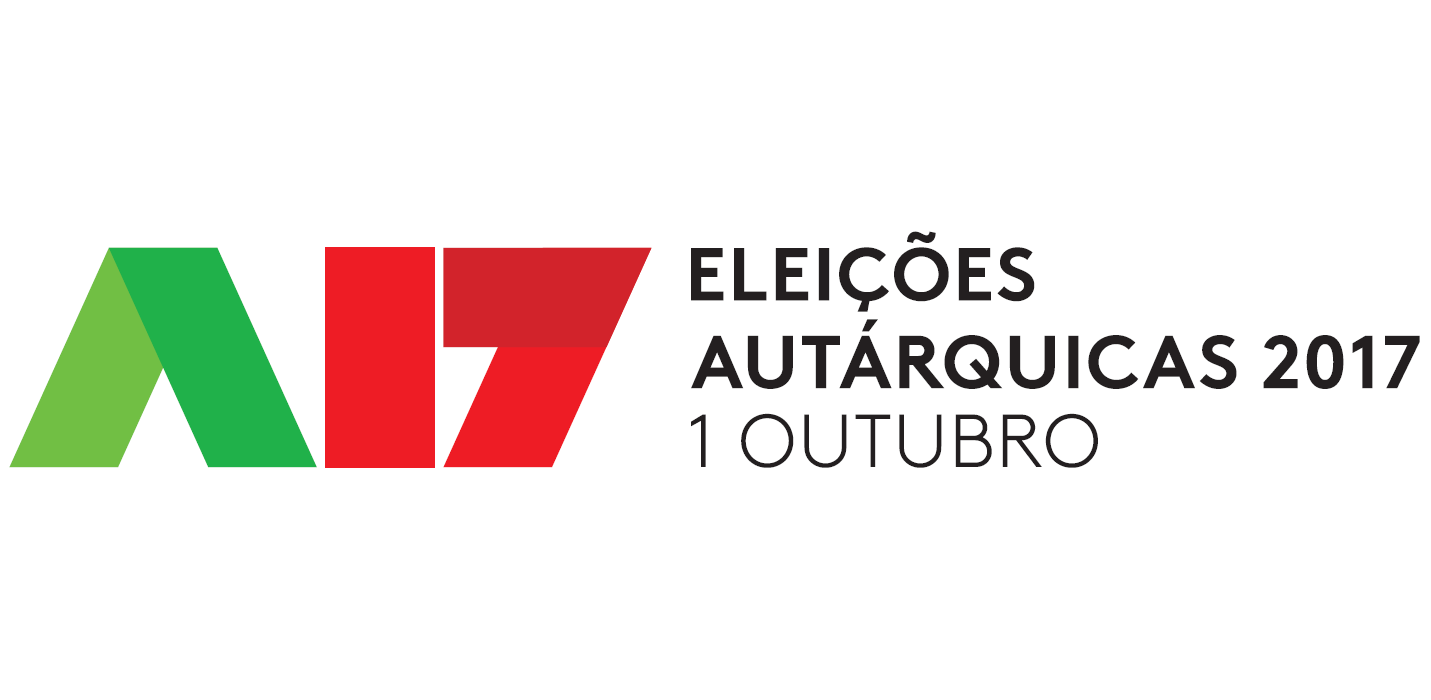
Logotipo oficial da eleição.

As eleições autárquicas portuguesas de  foram realizadas a 1 de outubro. Estava em disputa a eleição de 308 presidentes de câmara municipal, os seus vereadores e assembleias municipais, bem como as 3 091 assembleias de freguesia, das quais saíram os executivos das juntas de freguesia.

## Mandatos
| Vereadores | Vereadores                |
| Mandatos   | Eleitores                 |
| ---------- | ------------------------- |
| 17         | Lisboa                    |
| 13         | Porto                     |
| 11         | 100 000 eleitores ou mais |
| 9          | mais de 50 000 eleitores  |
| 7          | mais de 10 000 eleitores  |
| 5          | 10 000 eleitores ou menos |

## Alteração da lei eleitoral autárquica
Por proposta do presidente da Câmara Municipal do Porto Rui Moreira, os partidos com assento parlamentar Partido Socialista (PS), CDS – Partido Popular (CDS–PP) e Bloco de Esquerda (B.E.) acordaram uma alteração à lei eleitoral autárquica, de modo a uniformizar os procedimentos das candidaturas ditas independentes (designação técnica: grupos de cidadãos eleitores) com as candidaturas apoiadas por partidos políticos:
- o B.E. propôs "que possa haver substituições até um quarto dos candidatos efetivos em casos de morte, desistência ou inelegibilidade" (na altura todo o seu processo da candidatura dita independente ficava inviabilizado com uma simples substituição, exigindo a renovação da recolha das assinaturas);
- o PS e o B.E. propuseram "que estes movimentos independentes possam, se assim o entenderem, usar um símbolo próprio" (na altura eram obrigados a utilizar um número romano, enquanto os partidos podiam ter o seu símbolo no boletim de voto);
- o B.E. propôs "que as listas de independentes sejam subscritas por apenas 1,5% dos eleitores inscritos no respetivo círculo autárquico, independentemente da sua dimensão" (na altura o número de assinaturas necessário variava consoante o universo eleitoral do município ou freguesia a que a candidatura se apresentava, ao passo que os partidos estavam dispensados deste procedimento).

Ficaram de fora as questões acerca do IVA (as candidaturas de partidos estavam isentas e os movimentos de cidadãos pagavam IVA de 23% sobre as despesas de campanha) e dos empréstimos a que os movimentos de cidadãos não podem recorrer.
As alterações acima referidas foram aprovadas por unanimidade na Assembleia da República, a 10 de março de 2017, com a seguinte redação: "as listas de candidatos aos órgãos das autarquias locais são propostas por um número de cidadãos eleitores correspondente a 3% dos eleitores inscritos no respetivo recenseamento eleitoral"; "sigla e símbolo do grupo de cidadãos" passam a poder ser utilizados como elementos de identificação das candidaturas independentes; as candidaturas independentes podem substituir, sem necessidade de nova declaração de propositura, os membros das listas por morte, desistência ou inelegibilidade até 1/3 dos mesmos.
Foi também aprovada por unanimidade uma alteração à lei da paridade, para que a representação mínima de 33,3% de elementos do sexo feminino em cada candidatura seja também aplicável aos órgãos das freguesias com 750 ou menos eleitores e dos municípios com 7 500 ou menos eleitores. Todavia, esta alteração só entraria em vigor em 2018, não abrangendo o ato eleitoral de 2017.
O diploma que aprovou estas alterações foi promulgado pelo presidente da República Marcelo Rebelo de Sousa a 14 de abril de 2017.

## Eleição das assembleias metropolitanas
No âmbito do esforço de descentralização de competências preconizado pelo XXI Governo Constitucional e da necessidade de integração da gestão das cidades de Lisboa e do Porto, propôs-se pela primeira vez a eleição de uma assembleia metropolitana, da qual sairiam os presidentes das áreas metropolitanas de Lisboa e do Porto, como cabeça de lista da força política mais votada. Implicava a existência de mais um boletim de voto nestas áreas do país. Esta intenção foi entretanto abandonada pelo governo. Adicionalmente, foi anunciada a eleição dos presidentes das Comissões de Coordenação e Desenvolvimento Regional (CCDR) por parte dos autarcas eleitos em 2017 (em vez de nomeação pelo governo central).

## Limitação de mandatos
Nestas eleições trinta e dois presidentes eleitos em 2013 estavam impedidos de se candidatar por força da lei da limitação de mandatos. Eram eles:
- Gil Nadais (PS), presidente da Câmara Municipal de Águeda;
- Artur Neves (PS), presidente da Câmara Municipal de Arouca;
- Mário João Oliveira (PPD/PSD), presidente da Câmara Municipal de Oliveira do Bairro;
- António Tereno (PCP–PEV), presidente da Câmara Municipal de Barrancos;
- Aníbal Reis Costa (PS), presidente da Câmara Municipal de Ferreira do Alentejo;
- Manuel Narra (PCP–PEV), presidente da Câmara Municipal da Vidigueira;
- Manuel Baptista (PPD/PSD), presidente da Câmara Municipal de Póvoa de Lanhoso;
- Américo Pereira (PS), presidente da Câmara Municipal de Vinhais;
- Ricardo Alves (PPD/PSD), presidente da Câmara Municipal de Arganil;
- João Moura (PPD/PSD), presidente da Câmara Municipal de Cantanhede;
- Luís Gomes (PPD/PSD), presidente da Câmara Municipal de Vila Real de Santo António;
- António Baptista Ribeiro (PPD/PSD.CDS–PP), presidente da Câmara Municipal de Almeida;
- José Monteiro (PS), presidente da Câmara Municipal de Celorico da Beira;
- Fernando Lopes (PS), presidente da Câmara Municipal de Castanheira de Pera;
- António José Correia (PCP–PEV), presidente da Câmara Municipal de Peniche;
- João Salgueiro (PS), presidente da Câmara Municipal de Porto de Mós;
- Joviano Vitorino (PPD/PSD), presidente da Câmara Municipal de Alter do Chão;
- Vítor Frutuoso (PPD/PSD), presidente da Câmara Municipal de Marvão;
- Armando Varela (PPD/PSD), presidente da Câmara Municipal de Sousel e candidato a presidente da Câmara Municipal de Portalegre pelo PPD/PSD;
- António Bragança Fernandes (PPD/PSD.CDS–PP), presidente da Câmara Municipal da Maia;
- Manuel Moreira (PPD/PSD), presidente da Câmara Municipal de Marco de Canaveses;
- Celso Ferreira (PPD/PSD), presidente da Câmara Municipal de Paredes;
- Luís Franco (PCP–PEV), presidente da Câmara Municipal de Alcochete;
- Carlos Humberto Carvalho (PCP–PEV), presidente da Câmara Municipal do Barreiro;
- António Vassalo Abreu (PS), presidente da Câmara Municipal de Ponte da Barca;
- Nuno Gonçalves (PPD/PSD), presidente da Câmara Municipal de Peso da Régua;
- José Marques (PS), presidente da Câmara Municipal de Sabrosa;
- Francisco Lopes (PPD/PSD.CDS–PP), presidente da Câmara Municipal de Lamego;
- Alexandre Vaz (PPD/PSD), presidente da Câmara Municipal de Sátão;
- João Ponte (PS), presidente da Câmara Municipal de Lagoa (Açores);
- Roberto Monteiro (PS), presidente da Câmara Municipal da Praia da Vitória;
- Rui Marques (PPD/PSD), presidente da Câmara Municipal da Ponta do Sol.

Estariam ainda mais dois presidentes eleitos em 2013 impedidos de se candidatar por força da lei da limitação de mandatos, não fosse o seu falecimento no cargo. Eram eles:
- Guilherme Pinto (Guilherme Pinto por Matosinhos), presidente da Câmara Municipal de Matosinhos (2005–2017), falecido em 2017;
- Augusto Pólvora (PCP–PEV), presidente da Câmara Municipal de Sesimbra (2005–2017), falecido em 2017.

## Debates
Foram programados vários debates entre candidatos às dezoito capitais de distrito nos canais de televisão generalistas, e a municípios com mais de 100 mil eleitores, como Oeiras ou Matosinhos:
| Concelho         | Data    | Canal            | Moderador(a)               | Candidatos presentes |
| ---------------- | ------- | ---------------- | -------------------------- | --- |
| Bragança         | 21 ago. | RTP3             | Paulo Dentinho             | Carlos Guerra (PS); Hernâni Dias (PPD/PSD); António Morais (PCP–PEV); Francisco Pinheiro (CDS–PP); José Freire (B.E.); Manuel Vitorino (PDR) |
| Vila Real        | 22 ago. | RTP3             | Paulo Dentinho             | Rui Santos (PS); António Carvalho (PPD/PSD); João Correia (PCP–PEV); Joana Rapazote (CDS–PP); Mário Gonçalves (B.E.) |
| Oeiras           | 24 ago. | TVI24            | Judite Sousa               | Joaquim Raposo (PS); Ângelo Pereira (PPD/PSD.CDS–PP.PPM); Heloísa Apolónia (PCP–PEV); Paulo Vistas (IOMAF) |
| Aveiro           | 25 ago. | RTP3             | Vítor Gonçalves            | Manuel Oliveira de Sousa (PS); José Ribau Esteves (PPD/PSD.CDS–PP.PPM); Miguel Viegas (PCP–PEV); Nelson Peralta (B.E.); Jorge Morais (PAN) |
| Guarda           | 26 ago. | RTP3             | Vítor Gonçalves            | Eduardo Brito (PS); Álvaro Amaro (PPD/PSD); Carlos Canhoto (PCP–PEV); Carlos Adaixo (CDS–PP.MPT.PPM); Jorge Mendes (B.E.) |
| Matosinhos       | 28 ago. | TVI24            | Judite Sousa               | Luísa Salgueiro (PS); Jorge Magalhães (PPD/PSD); José Pedro Rodrigues (PCP–PEV); António Parada (aps); Narciso Miranda (nmpm) |
| Viseu            | 28 ago. | RTP3             | Vítor Gonçalves            | Lúcia Araújo Silva (PS); António Almeida Henriques (PPD/PSD); Filomena Pires (PCP–PEV); Paula Jacinta Amaral (CDS–PP); Fernando Figueiredo (B.E.); Carolina Almeida (PAN) |
| Viana do Castelo | 29 ago. | RTP3             | Vítor Gonçalves            | José Maria Costa (PS); Hermenegildo Costa (PPD/PSD); Cláudia Marinho (PCP–PEV); Ilda Araújo Novo (CDS–PP.PPM); Luís Louro (B.E.) |
| Braga            | 30 ago. | RTP3             | Hugo Gilberto              | Miguel Corais (PS); Ricardo Rio (PPD/PSD.CDS–PP.PPM); Carlos Almeida (PCP–PEV); Paula Nogueira (B.E.); Armando Caldas (NC) |
| Lisboa           | 30 ago. | SIC              | Rodrigo Guedes de Carvalho | Fernando Medina (PS); Teresa Leal Coelho (PPD/PSD); João Ferreira (PCP–PEV); Assunção Cristas (CDS–PP.MPT.PPM); Ricardo Robles (B.E.) |
| Coimbra          | 31 ago. | RTP3             | André Macedo               | Manuel Machado (PS); Jaime Ramos (PPD/PSD.CDS–PP.MPT.PPM); Francisco Queirós (PCP–PEV); Vítor Ramalho (P.N.R.); Jorge Gouveia Monteiro (CpC); José Manuel Silva (SC) |
| Porto            | 31 ago. | TVI24            | Pedro Pinto                | Manuel Pizarro (PS); Álvaro Almeida (PPD/PSD.PPM); Ilda Figueiredo (PCP–PEV); João Teixeira Lopes (B.E.) |
| Castelo Branco   | 01 set. | RTP3             | André Macedo               | Luís Correia (PS); Carlos Almeida (PPD/PSD); Ana Maria Leitão (PCP–PEV); José Pedro Sousa (CDS–PP); Luís Barroso (B.E.) |
| Cascais          | 4 set.  | TVI24            | Judite Sousa               | Gabriela Canavilhas (PS); Carlos Carreiras (PPD/PSD.CDS–PP); Clemente Alves (PCP–PEV) |
| Portalegre       | 4 set.  | RTP3             | Vítor Gonçalves            | José Correia da Luz (PS); Armando Varela (PPD/PSD); Luís Pargana (PCP–PEV); Nuno Moniz (CDS–PP); Rui Cunha (B.E.); Adelaide Teixeira (CLIP) |
| Santarém         | 5 set.  | RTP3             | Vítor Gonçalves            | Rui Barreiro (PS); Ricardo Gonçalves (PPD/PSD); José Luís Cabrita (PCP–PEV); António Rocha Pinto (CDS–PP); Filipa Filipe (B.E.); Carlos Teles (P.N.R.) |
| Leiria           | 6 set.  | RTP3             | André Macedo               | Raul Castro (PS); Fernando Costa (PPD/PSD.MPT); Anabela Baptista (PCP–PEV); Sérgio Duro (CDS–PP); Andrzej Kowalski (B.E.); Daniela de Sousa (PAN); João Pais do Amaral (P.N.R.) |
| Lisboa           | 6 set.  | TVI              | Judite Sousa               | Fernando Medina (PS); Teresa Leal Coelho (PPD/PSD); João Ferreira (PCP–PEV); Assunção Cristas (CDS–PP.MPT.PPM); Ricardo Robles (B.E.) |
| Setúbal          | 7 set.  | RTP3             | António José Teixeira      | Fernando Paulino (PS); Nuno Carvalho (PPD/PSD); Maria das Dores Meira (PCP–PEV); Ana Clara Birrento (CDS–PP); Sandra Cunha (B.E.); Fernando Firmino (PCTP/MRPP); Luís Teixeira (PAN); Sandra Isabel da Encarnação (PTP)                                                                                             |
| Évora            | 8 set.  | RTP3             | António José Teixeira      | Elsa Teigão (PS); António Costa Silva (PPD/PSD); Carlos Pinto de Sá (PCP–PEV); Pedro d'Orey Manoel (CDS–PP.MPT.PPM); Maria Helena Figueiredo (B.E.); André Sapage (PAN) |
| Lisboa           | 08/set  | CMTV             | José Carlos Castro         | Fernando Medina (PS); Teresa Leal Coelho (PPD/PSD); João Ferreira (PCP–PEV); Assunção Cristas (CDS–PP.MPT.PPM); Ricardo Robles (B.E.) |
| Beja             | 11 set. | RTP3             | Vítor Gonçalves            | Paulo Arsénio (PS); José Pinela Fernandes (PPD/PSD); João Rocha (PCP–PEV); Luís D'Árgent (CDS–PP); José Pedro Oliveira (B.E.) |
| Portimão         | 11 set. | Antena 1         | Mário Galego               | Isidro Vieira (PCP–PEV); José Pedro Caçorino (CDS–PP.PPD/PSD.MPT.PPM); João Vasconcelos (B.E.); Mário Cintra (NC) |
| Lisboa           | 11 set. | Rádio Renascença | Sérgio Costa               | Fernando Medina (PS); Teresa Leal Coelho (PPD/PSD); João Ferreira (PCP–PEV); Assunção Cristas (CDS–PP.MPT.PPM); Ricardo Robles (B.E.); Inês Sousa Real (PAN) |
| Faro             | 12 set. | RTP3             | Vítor Gonçalves            | António Eusébio (PS); Rogério Bacalhau (PPD/PSD.CDS–PP.MPT.PPM); António Mendonça (PCP–PEV); Eugénia Taveira (B.E.); Paulo Baptista (PAN) |
| Faro             | 12 set. | Antena 1         | Mário Galego               | António Eusébio (PS); Rogério Bacalhau (PPD/PSD.CDS–PP.MPT.PPM); António Mendonça (PCP–PEV); Eugénia Taveira (B.E.); Paulo Baptista (PAN) |
| Porto            | 13 set. | RTP1             | Hugo Gilberto              | Manuel Pizarro (PS); Álvaro Almeida (PPD/PSD.PPM); Ilda Figueiredo (PCP–PEV); João Teixeira Lopes (B.E.); Bebiana Cunha (PAN); José Manuel Costa Pereira (PTP); Sandra Martins (P.N.R.); Orlando Cruz (PPV/CDC); Rui Moreira (RM)                                                                                   |
| Mirandela        | 13 set. | Antena 1         | António Jorge              | Júlia Rodrigues (PS); António Branco (PPD/PSD); Eduarda Carvalho (PCP–PEV) |
| Lisboa           | 14 set. | RTP1             | António José Teixeira      | Fernando Medina (PS); Teresa Leal Coelho (PPD/PSD); João Ferreira (PCP–PEV); Assunção Cristas (CDS–PP.MPT.PPM); Ricardo Robles (B.E.); Luís Júdice (PCTP/MRPP); Inês Sousa Real (PAN); Amândio Madaleno (PTP); José Pinto Coelho (P.N.R.); Joana Amaral Dias (NC); Carlos Teixeira (PDR.JPP); António Arruda (PURP) |
| Loures           | 14 set. | TVI24            | Judite Sousa               | Sónia Paixão (PS); André Ventura (PPD/PSD.PPM); Bernardino Soares (PCP–PEV); Pedro Pestana Bastos (CDS–PP); Fabian Figueiredo (B.E.) |
| Leiria           | 14 set. | Antena 1         | Pedro Ribeiro              | Raul Castro (PS); Fernando Costa (PPD/PSD.MPT); Anabela Baptista (PCP–PEV); Sérgio Duro (CDS–PP); Andrzej Kowalski (B.E.); Daniela de Sousa (PAN) |
| Maia             | 18 set. | Antena 1         | António Jorge              | António Silva Tiago (PPD/PSD.CDS–PP); Ana Virgínia Pereira (PCP–PEV); Silvestre Pereira (B.E.); Clara Lemos (PAN); António Braz (MPT) |

## Resumo de candidaturas
As candidaturas definitivamente aceites foram as seguintes:
| Todos os concelhos excepto: Distrito de Aveiro: Anadia, Oliveira do Bairro Distrito de Bragança: Carrazeda de Ansiães Distrito de Castelo Branco: Oleiros Distrito da Guarda: Aguiar da Beira Distrito do Porto: Felgueiras, Maia Distrito de Viana do Castelo: Ponte de Lima Distrito de Viseu: São João da Pesqueira, Sátão Região Autónoma dos Açores: Calheta Região Autónoma da Madeira: Funchal |

| Região Autónoma da Madeira: Funchal |

| Distrito do Porto: Maia |

| Distrito de Aveiro: Águeda, Albergaria-a-Velha, Anadia, Espinho, Ílhavo, Murtosa, Oliveira de Azeméis, Oliveira do Bairro, Ovar, Santa Maria da Feira, Sever do Vouga, Vagos, Vale de Cambra Distrito de Beja: Almodôvar, Alvito, Beja, Mértola, Moura, Odemira, Ourique Distrito de Braga: Celorico de Basto, Esposende, Póvoa de Lanhoso, Terras de Bouro, Vila Verde Distrito de Bragança: Bragança, Carrazeda de Ansiães, Freixo de Espada à Cinta, Mirandela, Vimioso Distrito de Castelo Branco: Castelo Branco, Fundão, Oleiros, Proença-a-Nova, Sertã, Vila de Rei Distrito de Coimbra: Arganil, Cantanhede, Condeixa-a-Nova, Figueira da Foz, Lousã, Mira, Oliveira do Hospital, Pampilhosa da Serra, Penacova, Penela, Tábua, Vila Nova de Poiares Distrito de Évora: Alandroal, Arraiolos, Borba, Évora, Montemor-o-Novo, Mora, Mourão, Reguengos de Monsaraz, Vendas Novas, Viana do Alentejo Distrito de Faro: Albufeira, Lagoa, Monchique, Silves, Tavira, Vila Real de Santo António Distrito da Guarda: Aguiar da Beira, Almeida, Celorico da Beira, Figueira de Castelo Rodrigo, Fornos de Algodres, Gouveia, Guarda, Manteigas, Mêda, Pinhel, Sabugal, Seia, Trancoso, Vila Nova de Foz Coa Distrito de Leiria: Alcobaça, Alvaiázere, Ansião, Batalha, Caldas da Rainha, Castanheira de Pera, Nazaré, Óbidos, Pedrógão Grande, Peniche, Pombal, Porto de Mós Distrito de Lisboa: Cadaval, Lisboa, Lourinhã, Mafra Distrito de Portalegre: Arronches, Avis, Castelo de Vide, Crato, Elvas, Fronteira, Marvão, Monforte, Portalegre, Sousel Distrito do Porto: Marco de Canaveses, Matosinhos, Paços de Ferreira, Paredes, Póvoa de Varzim Distrito de Santarém: Abrantes, Benavente, Coruche, Entroncamento, Ferreira do Zêzere, Golegã, Mação, Santarém, Sardoal, Tomar, Torres Novas Distrito de Setúbal: Almada, Barreiro, Grândola, Seixal, Setúbal Distrito de Viana do Castelo: Arcos de Valdevez, Caminha, Monção, Paredes de Coura, Ponte da Barca, Ponte de Lima, Valença, Viana do Castelo Distrito de Vila Real: Boticas, Chaves, Mesão Frio, Mondim de Basto, Murça, Peso da Régua, Ribeira de Pena, Sabrosa, Santa Marta de Penaguião, Valpaços, Vila Pouca de Aguiar, Vila Real Distrito de Viseu: Armamar, Carregal do Sal, Lamego, Mangualde, Moimenta da Beira, Mortágua, Nelas, Penedono, Resende, São João da Pesqueira, São Pedro do Sul, Sátão, Sernancelhe, Tarouca, Tondela, Viseu, Vouzela Região Autónoma dos Açores: Angra do Heroísmo, Calheta, Corvo, Lagoa, Lajes das Flores, Madalena, Nordeste, Ponta Delgada, Povoação, Praia da Vitória, Ribeira Grande, Santa Cruz da Graciosa, Santa Cruz das Flores, São Roque do Pico, Velas, Vila do Porto, Vila Franca do Campo Região Autónoma da Madeira: Calheta, Câmara de Lobos, Funchal, Machico, Ponta do Sol, Porto Moniz, Porto Santo, Ribeira Brava, Santa Cruz, Santana |

| Distrito de Aveiro: Arouca, Castelo de Paiva, Estarreja, São João da Madeira Distrito de Beja: Aljustrel, Castro Verde, Ferreira do Alentejo, Serpa Distrito de Braga: Amares, Barcelos, Fafe, Vieira do Minho, Vila Nova de Famalicão, Vizela Distrito de Bragança: Alfândega da Fé, Macedo de Cavaleiros, Miranda do Douro, Mogadouro, Torre de Moncorvo, Vila Flor, Vinhais Distrito de Castelo Branco: Idanha-a-Nova, Vila Velha de Ródão Distrito de Coimbra: Góis, Miranda do Corvo, Montemor-o-Velho Distrito de Évora: Estremoz, Portel, Redondo, Vila Viçosa Distrito de Faro: Castro Marim Distrito de Leiria: Bombarral, Figueiró dos Vinhos Distrito de Lisboa: Alenquer, Arruda dos Vinhos, Amadora, Cascais, Odivelas, Sobral de Monte Agraço, Torres Vedras Distrito de Portalegre: Alter do Chão, Gavião, Nisa, Ponte de Sor Distrito do Porto: Amarante, Baião, Gondomar, Lousada, Maia, Penafiel, Santo Tirso, Trofa, Valongo, Vila do Conde, Vila Nova de Gaia Distrito de Santarém: Ourém, Rio Maior, Salvaterra de Magos, Vila Nova da Barquinha Distrito de Setúbal: Alcácer do Sal, Montijo, Palmela, Santiago do Cacém, Sesimbra Distrito de Viana do Castelo: Melgaço Distrito de Vila Real: Alijó, Montalegre Distrito de Viseu: Castro Daire, Cinfães, Oliveira de Frades, Santa Comba Dão, Tabuaço, Vila Nova de Paiva Região Autónoma dos Açores: Horta |

| Distrito de Faro: Aljezur, Loulé Distrito de Santarém: Alcanena, Alpiarça, Chamusca Distrito de Setúbal: Moita |

| Distrito de Aveiro: Mealhada Distrito de Coimbra: Coimbra Distrito de Faro: Alcoutim, Faro, Lagos, Olhão, São Brás de Alportel, Vila do Bispo Distrito de Lisboa: Sintra, Vila Franca de Xira Distrito de Viseu: Penalva do Castelo |

| Distrito de Braga: Guimarães |

| Distrito de Aveiro: Aveiro Distrito de Braga: Braga Distrito de Coimbra: Soure Distrito de Lisboa: Oeiras |

| Distrito de Castelo Branco: Belmonte Distrito de Leiria: Leiria, Marinha Grande Distrito de Santarém: Almeirim |

| Distrito de Lisboa: Azambuja |

| Distrito de Castelo Branco: Covilhã Distrito de Lisboa: Loures Distrito do Porto: Felgueiras, Porto |

| Distrito de Santarém: Cartaxo |

| Todos os concelhos excepto: Região Autónoma dos Açores: Corvo, Lajes das Flores, Santa Cruz da Graciosa, São Roque do Pico, Vila do Porto |

| Distrito de Aveiro: Águeda, Albergaria-a-Velha, Anadia, Espinho, Murtosa, Oliveira de Azeméis, Oliveira do Bairro, Ovar, Santa Maria da Feira, Sever do Vouga, Vagos, Vale de Cambra Distrito de Beja: Alvito, Beja, Moura, Odemira Distrito de Braga: Celorico de Basto, Esposende, Vila Verde Distrito de Bragança: Bragança, Mirandela Distrito de Castelo Branco: Belmonte, Castelo Branco, Covilhã, Fundão, Penamacor, Sertã, Vila de Rei Distrito de Coimbra: Cantanhede, Mira, Penacova, Tábua Distrito de Évora: Alandroal, Montemor-o-Novo, Reguengos de Monsaraz Distrito de Faro: Tavira Distrito da Guarda: Aguiar da Beira, Figueira de Castelo Rodrigo, Fornos de Algodres, Gouveia, Manteigas, Mêda, Seia, Trancoso Distrito de Leiria: Alcobaça, Alvaiázere, Ansião, Batalha, Caldas da Rainha, Leiria, Óbidos, Pedrógão Grande, Peniche, Pombal Distrito de Lisboa: Arruda dos Vinhos, Azambuja, Cadaval, Loures Distrito de Portalegre: Castelo de Vide, Crato, Elvas, Portalegre Distrito do Porto: Marco de Canaveses, Paços de Ferreira, Paredes, Póvoa de Varzim Distrito de Santarém: Abrantes, Almeirim, Benavente, Entroncamento, Mação, Santarém, Tomar, Torres Novas Distrito de Setúbal: Almada, Barreiro, Seixal, Setúbal Distrito de Viana do Castelo: Arcos de Valdevez, Caminha, Monção, Ponte da Barca, Ponte de Lima, Valença Distrito de Vila Real: Chaves, Mesão Frio, Mondim de Basto, Murça, Ribeira de Pena, Santa Marta de Penaguião, Valpaços, Vila Pouca de Aguiar, Vila Real Distrito de Viseu: Armamar, Mortágua, Nelas, Resende, Sernancelhe, Tarouca, Tondela, Viseu, Vouzela Região Autónoma dos Açores: Angra do Heroísmo, Praia da Vitória, Velas Região Autónoma da Madeira: Calheta, Câmara de Lobos, Funchal, Machico, Ponta do Sol, Porto Santo, Santa Cruz, Santana |

| Distrito de Beja: Barrancos, Cuba Distrito da Santarém: Constância Distrito de Setúbal: Alcochete |

| Distrito de Faro: Portimão |

| Distrito de Portalegre: Campo Maior |

| Distrito de Bragança: Vimioso Distrito da Guarda: Sabugal Distrito de Leiria: Castanheira de Pera Distrito de Lisboa: Lourinhã |

| Distrito de Bragança: Freixo de Espada à Cinta Distrito de Coimbra: Oliveira do Hospital Distrito de Évora: Évora, Mourão Distrito de Faro: Albufeira, Lagoa Distrito da Guarda: Celorico da Beira, Guarda Distrito de Leiria: Nazaré Distrito de Lisboa: Lisboa, Mafra Distrito de Portalegre: Monforte Distrito de Setúbal: Sines |

| Distrito de Aveiro: Ílhavo Distrito de Coimbra: Figueira da Foz Distrito de Faro: Silves Distrito de Leiria: Marinha Grande Distrito de Portalegre: Arronches, Fronteira, Marvão Distrito de Viana do Castelo: Viana do Castelo Distrito de Viseu: Carregal do Sal, Lamego, Moimenta da Beira Região Autónoma dos Açores: Ponta Delgada |

| Distrito do Porto: Felgueiras Distrito de Santarém: Ferreira do Zêzere |

| Distrito da Guarda: Pinhel, Vila Nova de Foz Coa |

| Distrito de Aveiro: Águeda, Albergaria-a-Velha, Aveiro, Espinho, Ílhavo, Mealhada, Oliveira de Azeméis, Ovar, Santa Maria da Feira, São João da Madeira Distrito de Beja: Almodôvar, Beja, Odemira, Serpa Distrito de Braga: Barcelos, Braga, Fafe, Guimarães, Vila Nova de Famalicão, Vizela Distrito de Bragança: Bragança, Macedo de Cavaleiros, Vila Flor Distrito de Castelo Branco: Castelo Branco, Covilhã Distrito de Coimbra: Condeixa-a-Nova, Figueira da Foz, Lousã, Miranda do Corvo, Montemor-o-Velho Distrito de Évora: Arraiolos, Borba, Évora Distrito de Faro: Albufeira, Faro, Lagoa, Lagos, Loulé, Olhão, Portimão, Silves, Tavira, Vila do Bispo, Vila Real de Santo António Distrito da Guarda: Guarda Distrito de Leiria: Alcobaça, Caldas da Rainha, Leiria, Marinha Grande, Nazaré, Óbidos, Pombal Distrito de Lisboa: Alenquer, Amadora, Azambuja, Cascais, Lisboa, Loures, Mafra, Odivelas, Oeiras, Sintra, Torres Vedras, Vila Franca de Xira Distrito de Portalegre: Alter do Chão, Campo Maior, Elvas, Ponte de Sor, Portalegre, Sousel Distrito do Porto: Amarante, Gondomar, Lousada, Maia, Marco de Canaveses, Matosinhos, Paredes, Penafiel, Porto, Póvoa de Varzim, Valongo, Vila do Conde, Vila Nova de Gaia Distrito de Santarém: Abrantes, Cartaxo, Entroncamento, Ferreira do Zêzere, Rio Maior, Salvaterra de Magos, Santarém, Tomar, Torres Novas Distrito de Setúbal: Alcácer do Sal, Almada, Barreiro, Grândola, Moita, Montijo, Palmela, Santiago do Cacém, Seixal, Sesimbra, Setúbal, Sines Distrito de Viana do Castelo: Viana do Castelo Distrito de Vila Real: Alijó, Chaves, Mesão Frio, Vila Real Distrito de Viseu: Lamego, Viseu Região Autónoma dos Açores: Angra do Heroísmo, Calheta, Horta, Ponta Delgada, Praia da Vitória, Ribeira Grande, Vila do Porto Região Autónoma da Madeira: Câmara de Lobos, Machico, Ponta do Sol, Porto Santo, Ribeira Brava, Santa Cruz |

| Distrito de Beja: Serpa Distrito de Lisboa: Amadora, Cascais, Lisboa, Loures, Odivelas, Oeiras, Sintra Distrito do Porto: Vila Nova de Gaia Distrito de Setúbal: Alcochete, Almada, Barreiro, Moita, Montijo, Setúbal Região Autónoma da Madeira: Funchal, Machico, Santa Cruz |

| Distrito de Aveiro: Aveiro, São João da Madeira Distrito de Coimbra: Coimbra Distrito de Évora: Évora Distrito de Faro: Albufeira, Faro, Lagos Distrito de Leiria: Leiria Distrito de Lisboa: Amadora, Cascais, Lisboa, Loures, Mafra, Odivelas, Oeiras, Sintra, Vila Franca de Xira Distrito do Porto: Maia, Matosinhos, Porto, Póvoa de Varzim, Vila Nova de Gaia Distrito de Setúbal: Almada, Barreiro, Moita, Montijo, Seixal, Setúbal Distrito de Viseu: Viseu Região Autónoma dos Açores: Horta, Ponta Delgada |

| Distrito de Lisboa: Amadora, Lisboa, Loures, Odivelas, Oeiras, Sintra, Vila Franca de Xira Distrito do Porto: Paços de Ferreira, Porto, Vila Nova de Gaia Distrito de Santarém: Tomar Distrito de Setúbal: Almada, Montijo, Seixal, Setúbal Região Autónoma da Madeira: Calheta, Câmara de Lobos, Funchal, Machico, Ponta do Sol, Porto Moniz, Porto Santo, Ribeira Brava, Santa Cruz, Santana, São Vicente |

| Distrito de Aveiro: Albergaria-a-Velha Distrito de Coimbra: Figueira da Foz Distrito de Leiria: Bombarral, Pombal Distrito do Porto: Maia, Valongo Região Autónoma da Madeira: Câmara de Lobos, Machico, Ponta do Sol, Porto Moniz, Santa Cruz, Santana, São Vicente |

| Região Autónoma da Madeira: Funchal |

| Distrito de Aveiro: Santa Maria da Feira Distrito de Coimbra: Coimbra Distrito de Leiria: Leiria Distrito de Lisboa: Lisboa, Odivelas, Oeiras, Sintra Distrito do Porto: Porto Distrito de Santarém: Santarém Distrito de Setúbal: Almada, Barreiro, Grândola Região Autónoma da Madeira: Machico |

| Distrito de Aveiro: Arouca Distrito de Viana do Castelo: Ponte de Lima |

| Região Autónoma da Madeira: Funchal |

| Distrito do Porto: Porto |

| Distrito do Porto: Maia |

| Distrito de Lisboa: Odivelas Distrito do Porto: Felgueiras Região Autónoma da Madeira: Machico, Ribeira Brava, Santa Cruz |

| Distrito da Guarda: Vila Nova de Foz Coa Distrito de Lisboa: Oeiras Região Autónoma dos Açores: Ponta Delgada |

| Distrito do Porto: Felgueiras |

| Distrito de Braga: Barcelos |

| Distrito de Aveiro: Arouca, Espinho Distrito de Braga: Braga Distrito de Castelo Branco: Oleiros Distrito de Faro: Portimão, Tavira Distrito de Lisboa: Amadora, Lisboa, Loures, Oeiras, Sintra Distrito de Viseu: Oliveira de Frades |

| Distrito de Bragança: Bragança Distrito de Coimbra: Montemor-o-Velho Distrito de Leiria: Alcobaça Distrito de Lisboa: Lourinhã, Odivelas Distrito do Porto: Amarante, Vila Nova de Gaia Distrito de Viana do Castelo: Viana do Castelo Região Autónoma da Madeira: Câmara de Lobos, Santa Cruz |

| Distrito de Lisboa: Cascais, Lisboa, Loures, Sintra |

| Distrito de Lisboa: Lisboa Distrito de Viseu: Carregal do Sal |

| Distrito de Aveiro: Águeda, Anadia, Espinho, Oliveira de Azeméis, Oliveira do Bairro Distrito de Beja: Vidigueira Distrito de Braga: Amares, Barcelos, Cabeceiras de Basto, Celorico de Basto, Esposende, Fafe, Póvoa de Lanhoso, Terras de Bouro, Vizela Distrito de Bragança: Carrazeda de Ansiães Distrito de Castelo Branco: Covilhã, Penamacor Distrito de Coimbra: Coimbra (2), Góis, Mira Distrito de Évora: Alandroal, Borba, Estremoz, Redondo, Vila Viçosa Distrito de Faro: Castro Marim, Faro, Lagos, Monchique, Olhão, Vila do Bispo Distrito da Guarda: Aguiar da Beira, Almeida, Celorico da Beira, Manteigas, Seia Distrito de Leiria: Figueiró dos Vinhos, Marinha Grande (2), Peniche (2), Pombal (2), Porto de Mós Distrito de Lisboa: Amadora, Oeiras (3), Torres Vedras Distrito de Portalegre: Elvas, Marvão, Portalegre Distrito do Porto: Gondomar, Matosinhos (2), Paredes, Penafiel (2), Porto, Santo Tirso, Vila do Conde Distrito de Santarém: Constância, Ferreira do Zêzere, Golegã, Ourém Distrito de Setúbal: Grândola, Palmela, Sesimbra, Sines Distrito de Viana do Castelo: Ponte de Lima (2), Vila Nova de Cerveira Distrito de Viseu: Moimenta da Beira, Nelas, São João da Pesqueira, Sátão (2) Região Autónoma dos Açores: Calheta (2), Lajes do Pico Região Autónoma da Madeira: Porto Moniz, Porto Santo, Ribeira Brava, Santana, São Vicente |

## Regresso de antigos autarcas
Não houve, como nas anteriores eleições, polémica acerca da recandidatura dos autarcas que atingiam o limite de três mandatos (nestas eleições, foram aqueles eleitos consecutivamente desde 2005) — ficou decidido, por decisão do Tribunal Constitucional, que a limitação era apenas territorial e não relativa à função de presidente de câmara municipal.
Todavia, o regresso de alguns autarcas afastados pela lei em 2013 (ou, não tendo sido afastados em 2013, aqueles que exerceram o cargo de presidente de câmara antes de 2013) suscitou curiosidade por ser considerado uma brecha na lei contrária ao seu espírito. Foram os casos de:
- José Rondão Almeida (candidatura independente Rondão Almeida Elvas Nossa Partido a Elvas) — presidente da Câmara Municipal de Elvas pelo PS (1993–2013)[10]
- Narciso Miranda (candidatura independente Narciso Miranda por Matosinhos a Matosinhos) — presidente da Câmara Municipal de Matosinhos pelo PS (1979–2005)[11]
- Narciso Mota (candidatura independente Independentes por Pombal a Pombal) — presidente da Câmara Municipal de Pombal pelo PPD/PSD (1993–2013)[12]
- Litério Marques (candidato do PPD/PSD a Anadia) — presidente da Câmara Municipal de Anadia pelo PPD/PSD (1997–2013) e vereador na Câmara Municipal de Anadia pelo Movimento Independente Anadia Primeiro (2013–2017)[13]
- Joaquim Raposo (candidato do PS a Oeiras) — presidente da Câmara Municipal da Amadora pelo PS (1997–2013)[14]
- Isaltino Morais (candidatura independente Isaltino Oeiras Mais à Frente a Oeiras) — presidente da Câmara Municipal de Oeiras pelo PPD/PSD (1985–2002) e como independente pelo movimento Isaltino Oeiras Mais à Frente (2005–2013)[15]
- Fernando Marques (candidato do PPD/PSD a Ansião) — presidente da Câmara Municipal de Ansião (1989–2009) [16]
- António Murta (candidato do PS a Vila Real de Santo António) — presidente da Câmara Municipal de Vila Real de Santo António (1985–1993; 1997–2005) [17]
- João Cepa (candidatura independente Juntos pela Nossa Terra a Esposende) — independente, dissidente do PPD/PSD, presidente da Câmara Municipal de Esposende (1998–2013) [18]
- António Sebastião (candidato do PPD/PSD a Almodôvar) — presidente da Câmara Municipal de Almodôvar (2001–2013) e vereador da Câmara Municipal de Almodôvar pelos Independentes por Almodôvar (2013–17) [19]
- Fernando Costa (candidato do PPD/PSD.MPT a Leiria) — presidente da Câmara Municipal das Caldas da Rainha pelo PPD/PSD (1985–2013) e vereador pelo PPD/PSD.PPM.MPT (com pelouros) da Câmara Municipal de Loures (2013–17)[20]
- João Marques (candidato do PPD/PSD a Pedrógão Grande) — presidente da Câmara Municipal de Pedrógão Grande (1997–2013)[21]
- João Grilo (candidato do PS a Alandroal) — presidente da Câmara Municipal de Alandroal pelo MUDA (2009–2013)[22]
- João Nabais (candidatura independente DITA a Alandroal) – presidente da Câmara Municipal de Alandroal pelo PS (2001–2009) e vereador independente (DITA) na Câmara Municipal de Alandroal (2013–17)[23]
- António Eusébio (candidato do PS a Faro) — presidente da Câmara Municipal de São Brás de Alportel (2001–2013)[24]
- Jaime Ramos (candidato do PPD/PSD.CDS–PP.MPT.PPM a Coimbra) — presidente da Câmara Municipal de Miranda do Corvo (1979–1989)[25]
- Paulo Teixeira (candidato do CDS–PP a Marco de Canaveses) — presidente da Câmara Municipal de Castelo de Paiva pelo PPD/PSD (1997–2009)[26]
- Júlia Paula Costa (candidata do PPD/PSD a Caminha) — presidente da Câmara Municipal de Caminha pelo PPD/PSD (2001–2013)[27]
- Jaime Ramos (candidato do PPD/PSD ao Entroncamento) — presidente da Câmara Municipal do Entroncamento (2001–2013) [28]
- Luís Leal (candidato do PPD/PSD.CDS–PP a Montemor-o-Velho) — presidente da Câmara Municipal de Montemor-o-Velho (2001–2013)[29]
- Manuel Rodrigo (candidato do PPD/PSD.CDS–PP a Miranda do Douro) — presidente da Câmara Municipal de Miranda do Douro (1997–2009)[30]
- Carlos Pinto (candidatura independente De Novo Covilhã Carlos Pinto à Covilhã) — presidente da Câmara Municipal da Covilhã pelo PPD/PSD (1989–1993; 1997–2013)
- João Teresa Ribeiro (candidato da CDU a Vendas Novas) — presidente da Câmara Municipal de Vendas Novas pela CDU (1980–2002) e presidente da Câmara Municipal do Crato pela CDU (2009–2013)
- José Veiga Maltez (candidato do PS à Golegã) — presidente da Câmara Municipal de Golegã pelo PS (2001–2013) e presidente da Assembleia Municipal da Golegã pela Força Independente pela Golegã, Azinhaga e Pombalinho (2013–2017)
- José Maria Pós-de-Mina (candidato da CDU a Moura) — presidente da Câmara Municipal de Moura pela CDU (1999–2013)[31]
- Rui Silva (candidato do PS a Arganil) — presidente da Câmara Municipal de Arganil pelo PS (1997–2005)[32]
- Pedro Lancha (candidato do PS a Fronteira) — presidente da Câmara Municipal de Fronteira pelo PPD/PSD (1993–2013)[33]
- Miguel Rasquinho (candidato do PS a Monforte) – presidente da Câmara Municipal de Monforte (2009–2013) pelo PS[34]
- Lúcio Pinto (candidatura independente Movimento Alternativa Independnete a Póvoa de Lanhoso) — presidente da Câmara Municipal de Póvoa de Lanhoso pelo PS (2003–2005)[35]
- Ana Cristina Ribeiro (candidata do B.E. a Salvaterra de Magos) — presidente da Câmara Municipal de Salvaterra de Magos pela CDU (1997–2001) e pelo B.E. (2001–2013)[36]
- José Estevens (candidatura independente Castro Marim Primeiro a Castro Marim) — presidente da Câmara Municipal de Castro Marim pelo PPD/PSD (1997–2013) e vereador na Câmara Municipal de Tavira pelo PPD/PSD (2013–2017)[37]
- Esmeraldo Carvalhinho (candidato do PS a Manteigas) — presidente da Câmara Municipal de Manteigas pelo PS (2009–2013)
- José Carvalho de Moura (candidato do PPD/PSD.CDS–PP a Montalegre) — presidente da Câmara Municipal de Montalegre pelo PPD/PSD (1976–1989)[38]
- José Inácio (candidato do PPD/PSD a Lagoa (Algarve)) — presidente da Câmara Municipal de Lagoa pelo PPD/PSD (2002–2013)[39]
- Daniel Santos (candidato do PPD/PSD.CDS–PP a Santa Comba Dão) — presidente da Câmara Municipal de Santa Comba Dão pelo PPD/PSD (1985–1989)[40]
- Gabriel Costa (candidato do PPD/PSD.CDS–PP.MPT.PPM a Penalva do Castelo) — presidente da Câmara Municipal de Penalva de Castelo (1979–1985 pelo CDS–PP; 1993–1997 pelo CDS–PP; 1997–1999 pelo PPM)
- Valentim Loureiro (candidatura independente Valentim Loureiro Coração de Ouro a Gondomar) — antigo presidente da Câmara Municipal de Gondomar (1993–2005 pelo PPD/PSD; 2005–2013 pelo movimento Valentim Loureiro – Gondomar no Coração)
- João Proença (candidato da CDU a Borba) — antigo presidente da Câmara Municipal de Borba pela CDU (1990–2001)
- Edgar Gata (candidato do CDS–PP.MPT.PPM a Freixo de Espada à Cinta) — antigo presidente da Câmara Municipal de Freixo de Espada à Cinta pelo PPD/PSD (1997–2005)
- Luís Pita Ameixa (candidato do PS a Ferreira do Alentejo) — antigo presidente da Câmara Municipal de Ferreira do Alentejo pelo PS (1994–2005)
- Agostinho Pinto (candidato do PPD/PSD a Ribeira de Pena) — antigo presidente da Câmara Municipal de Ribeira de Pena pelo PPD/PSD (2001–2013)
- Fernando Seara (candidato do PPD/PSD.CDS–PP a Odivelas) — antigo presidente da Câmara Municipal de Sintra pelo PPD/PSD.CDS–PP (2001–2013)
- Carlos Teixeira (candidato do PDR.JPP a Lisboa) — antigo presidente da Câmara Municipal de Loures pelo PS (2001–2013)
- Júlio Santos (candidatura independente Independentes pela Nossa Terra a Celorico da Beira) — presidente da Câmara Municipal de Celorico da Beira pelo PS (1993–2001) e pelo MPT (2001–2002)
- Jorge Dantas (candidato do PS a Vieira do Minho) — presidente da Câmara Municipal de Vieira do Minho (2003–2005) e (2009–2013) pelo PS
- Gabriela Tsukamoto (candidata da CDU ao Crato) — presidente da Câmara Municipal de Nisa (2001–2013) pela CDU
- Gabriel Farinha (candidatura independente Melhor Porto Moniz a Porto Moniz) — presidente da Câmara Municipal de Porto Moniz (2001–2009) pelo PPD/PSD
- João Noronha (candidato do PS a Ribeira de Pena) — presidente da Câmara Municipal de Ribeira de Pena (1997–2001) pelo PS
- Domingos Torrão (candidatura independente Penamacor Um Concelho no Coração a Penamacor) — presidente da Câmara Municipal de Penamacor pelo PPD/PSD (2001–2005) e pelo PS (2005–2013)
- Carlos Pereira (candidatura independente Santana Primeiro a Santana) — presidente da Câmara Municipal de Santana pelo PPD/PSD (1989–2009)
- Amândio Melo (candidato do PPD/PSD.MPT a Belmonte) — presidente da Câmara Municipal de Belmonte pelo PS (2001–2013)
- Jorge Gonçalves (candidato do PS a Peniche) — presidente da Câmara Municipal de Peniche pelo PS (1997–2005)
- Fátima Ramos (candidata do PPD/PSD.CDS–PP a Miranda do Corvo) — presidente da Câmara Municipal de Miranda do Corvo pelo PPD/PSD (2001–2013)
- Isaura Pedro (candidata do PPD/PSD a Nelas) — presidente da Câmara Municipal de Nelas pelo PPD/PSD (2005–2013)

## Abreviaturas
- PS — Partido Socialista
- PPD/PSD — Partido Social Democrata
- CDS–PP — CDS – Partido Popular
- B.E. — Bloco de Esquerda
- PCTP/MRPP — Partido Comunista dos Trabalhadores Portugueses
- PAN — Pessoas–Animais–Natureza
- PCP–PEV — CDU – Coligação Democrática Unitária
- PTP — Partido Trabalhista Português
- MPT — Partido da Terra
- P.N.R. — Partido Nacional Renovador
- PPM — Partido Popular Monárquico
- PPV/CDC — Partido Cidadania e Democracia Cristã
- JPP — Juntos pelo Povo
- L — Livre
- NC — Nós, Cidadãos!
- MAS — Movimento Alternativa Socialista
- PDR — Partido Democrático Republicano
- PURP — Partido Unido dos Reformados e Pensionistas
- Ind. — Movimentos independentes (Grupos de cidadãos eleitores)

## Sondagens
| Município           | Data do trabalho de campo | Empresa                             | PS         | PPD/PSD    | PCP–PEV                             | CDS–PP | B.E.      | PS B.E. JPP PDR NC | PS JPP | PPD/PSD CDS–PP | PPD/PSD CDS–PP MPT PPM PPV/CDC | PPD/PSD CDS–PP PPM | PPD/PSD PPM | Ind.       | Outros / Indec. | Vantagem |   |   |     |     |
| ------------------- | ------------------------- | ----------------------------------- | ---------- | ---------- | ----------------------------------- | ------ | --------- | ------------------ | ------ | -------------- | ------------------------------ | ------------------ | ----------- | ---------- | --------------- | -------- | - | - | --- | --- |
| Município           | Data do trabalho de campo | Empresa                             | Maia       | 9–10 set.  | Univ. Católica projeção de mandatos | –      | –         | 7,0 0-1            | –      | 5,0 0-1        | –                              | 32,0 4-5           | 41,0 5-6    | –          | –               | Vantagem | – | – | 7,0 | 9,0 |
| Vila Nova de Gaia   | 9–10 set.                 | Univ. Católica projeção de mandatos | 53,0 6-8   | –          | 6,0 0-1                             | –      | 8,0 0-1   | –                  | –      | 22,0 3-4       | –                              | –                  | –           | –          | 5,0 –           | 31,0     |   |   |     |     |
| Oeiras              | 21–30 jul.                | Consulmark2                         | 9,8        | –          | 5,1                                 | –      | 1,1       | –                  | –      | –              | –                              | 8,3                | –           | 64,8       | 10,9            | 22,4     |   |   |     |     |
| Porto               | 19–21 jul.                | Eurosondagem projeção de mandatos   | 22,5 3     | –          | 8,2 1                               | –      | 5,5 0     | –                  | –      | –              | –                              | –                  | 12,1 2      | 46,9 7     | 4,8 –           | 24,4     |   |   |     |     |
| São João da Madeira | 18–21 jul.                | IPOM                                | 35,8       | –          | 6,2                                 | –      | –         | –                  | –      | 53,0           | –                              | –                  | –           | –          | 4,9             | 17,2     |   |   |     |     |
| Funchal             | 12–14 jul.                | Eurosondagem projeção de mandatos   | –          | 30,8 4     | 5,0 –                               | 10,0 1 | –         | 42,5 6             | –      | –              | –                              | –                  | –           | 5,5 –      | 6,2 –           | 11,7     |   |   |     |     |
| Chaves              | 10–12 jul.                | IPOM                                | 34,3       | 53,2       | 6,6                                 | 2,5    | 0,6       | –                  | –      | –              | –                              | –                  | –           | –          | 3,0             | 18,9     |   |   |     |     |
| Guimarães           | 25–26 jun.                | Eurosondagem projeção de mandatos   | 54,1 7     | –          | 6,0 –                               | –      | 4,2 –     | –                  | –      | –              | 30,7 4                         | –                  | –           | –          | 5,0 –           | 23,4     |   |   |     |     |
| Maia                | 19–26 mai.                | Intercampus                         | –          | –          | 3,6                                 | –      | 2,6       | –                  | 31,1   | 27,1           | –                              | –                  | –           | –          | 35,5            | 4,0      |   |   |     |     |
| Paredes             | 8–20 mai.                 | School Times projeção de mandatos   | 44,7 5     | 35,0 4     | 4,9 –                               | 7,9 –  | 3,3 –     | –                  | –      | –              | –                              | –                  | –           | 4,1 –      | –               | 9,7      |   |   |     |     |
| Porto               | 15–17 mai.                | Eurosondagem projeção de mandatos   | 22,2 3     | –          | 6,9 1                               | –      | 6,0 0 / 1 | –                  | –      | –              | –                              | –                  | 15,1 2      | 44,8 6 / 7 | 5,0 –           | 22,6     |   |   |     |     |
| Leiria              | 2–9 mai.                  | Eurosondagem projeção de mandatos   | 52,0 7 / 8 | 26,6 3 / 4 | 4,9 –                               | 3,0 –  | 4,2 –     | –                  | –      | –              | –                              | –                  | –           | –          | 9,3 –           | 25,4     |   |   |     |     |
| Oeiras              | 4–6 abr.                  | Eurosondagem projeção de mandatos   | 20,0 2 / 3 | 10,1 1     | 6,9 0 / 1                           | 2,1 –  | 3,3 –     | –                  | –      | –              | –                              | –                  | –           | 50,1 6 / 7 | 7,5 –           | 5,1      |   |   |     |     |
| Pedrógão Grande     | 2–3 mar.                  | IPOM                                | 8,4        | 26,3       | –                                   | –      | –         | –                  | –      | –              | –                              | –                  | –           | 20,5       | 44,8            | 5,8      |   |   |     |     |
| Pedrógão Grande     | 2–3 mar.                  | IPOM                                | –          | 19,5       | –                                   | –      | –         | –                  | –      | –              | –                              | –                  | –           | 24,8       | 55,7            | 5,3      |   |   |     |     |
| Soure               | 1–3 fev.                  | Eurosondagem projeção de mandatos   | 50,0       | –          | 4,1                                 | –      | 3,1       | –                  | –      | –              | –                              | 37,5               | –           | –          | 5,3             | 12,5     |   |   |     |     |
| Soure               | 1–3 fev.                  | Eurosondagem projeção de mandatos   | 48,2 4     | –          | 10,8 0 / 1                          | –      | –         | –                  | –      | –              | –                              | 33,9 2 / 3         | –           | –          | 7,1 –           | 14,3     |   |   |     |     |
| Funchal             | 12–13 jan.                | Eurosondagem projeção de mandatos   | –          | 25,8 3 / 4 | 6,3 0 / 1                           | 8,7 1  | –         | 48,0 6 / 7         | –      | –              | –                              | –                  | –           | 6,0 0 / 1  | 5,2 –           | 22,2     |   |   |     |     |
| 2017                |                           |                                     |            |            |                                     |        |           |                    |        |                |                                |                    |             |            |                 |          |   |   |     |     |
| Paredes             | 21–24 nov.                | IPOM                                | 22,4       | 24,2       | 2,3                                 | 1,9    | –         | –                  | –      | –              | –                              | –                  | –           | –          | 49,1            | 1,8      |   |   |     |     |
| Paredes             | 21–24 nov.                | IPOM                                | 24,6       | 17,3       | 2,6                                 | 3,6    | –         | –                  | –      | –              | –                              | –                  | –           | –          | 51,9            | 7,3      |   |   |     |     |
| Leiria              | 14–17 out.                | Eurosondagem                        | 36,8       | 39,6       | 3,0                                 | 5,3    | 5,2       | –                  | –      | –              | –                              | –                  | –           | –          | 10,1            | 2,8      |   |   |     |     |
| Valongo             | 15–27 jun.                | Consulmark2                         | 48,0       | 27,0       | 9,0                                 | 3,0    | 5,0       | –                  | –      | –              | –                              | –                  | –           | –          | 8,0             | 21,0     |   |   |     |     |
| Valongo             | 15–27 jun.                | Consulmark2                         | 49,0       | 25,0       | 9,0                                 | 4,0    | 4,0       | –                  | –      | –              | –                              | –                  | –           | –          | 9,0             | 24,0     |   |   |     |     |
| 2016                |                           |                                     |            |            |                                     |        |           |                    |        |                |                                |                    |             |            |                 |          |   |   |     |     |
| Paços de Ferreira   | 26–30 set.                | Domp                                | 50,4       | 20,6       | 2,0                                 | 0,9    | 1,1       | –                  | –      | –              | –                              | –                  | –           | –          | 25,1            | 29,8     |   |   |     |     |
| Maia                | 20–30 abr.                | GTriplo                             | 26,4       | –          | 3,5                                 | –      | 2,0       | –                  | –      | 24,0           | –                              | –                  | –           | 1.6        | 42,5            | 2,4      |   |   |     |     |
| 2015                |                           |                                     |            |            |                                     |        |           |                    |        |                |                                |                    |             |            |                 |          |   |   |     |     |

A Sondagens em que os eleitores responderam primeiro em que partido ou coligação votariam e, de seguida, que candidato escolheriam.

## Resultados nacionais

### Câmaras e vereadores municipais
| Partido                 | Partido | Votos     | %               | +/-     | Presidentes | +/-     | Vereadores    | +/-     |
| ----------------------- | --- | --------- | --------------- | ------- | ----------- | ------- | ------------- | ------- |
|                         | Partido Socialista | 1 956 703 | 37,82 / 100,00  | 1,56    | 159 / 308   | 10      | 952 / 2 074   | 29      |
|                         | Partido Social Democrata | 831 551   | 16,07 / 100,00  | 0,63    | 79 / 308    | 7       | 493 / 2 074   | 38      |
|                         | Coligações Partido Social Democrata–CDS – Partido Popular, Partido Social Democrata–CDS – Partido Popular–Partido Popular Monárquico, Partido Social Democrata–CDS – Partido Popular–Partido da Terra, Partido Social Democrata–CDS – Partido Popular–Partido Popular Monárquico–Partido da Terra e Partido Social Democrata–CDS – Partido Popular–Partido Popular Monárquico–Partido da Terra–Partido Cidadania e Democracia Cristã | 673 889   | 13,00 / 100,00  | 0,78    | 19 / 308    | Estável | 223 / 2 074   | 15      |
|                         | CDU – Coligação Democrática Unitária | 489 189   | 9,46 / 100,00   | 1,60    | 24 / 308    | 10      | 171 / 2 074   | 42      |
|                         | Grupos de cidadãos eleitores | 351 327   | 6,79 / 100,00   | 0,10    | 17 / 308    | 4       | 130 / 2 074   | 18      |
|                         | Bloco de Esquerda | 170 027   | 3,29 / 100,00   | 0,87    | 0 / 308     | Estável | 12 / 2 074    | 4       |
|                         | CDS – Partido Popular | 134 311   | 2,60 / 100,00   | 0,44    | 6 / 308     | 1       | 41 / 2 074    | 6       |
|                         | Coligações CDS – Partido Popular–Partido Popular Monárquico, CDS – Partido Popular–Partido da Terra, CDS – Partido Popular–Nós, Cidadãos!, CDS – Partido Popular–Partido Popular Monárquico–Partido da Terra e CDS – Partido Popular–Partido Popular Monárquico–Nós, Cidadãos! | 72 601    | 1,40 / 100,00   | 1,16    | 0 / 308     | Estável | 8 / 2 074     | 7       |
|                         | Coligações Partido Social Democrata–PPM, Partido Social Democrata–Partido da Terra, Partido Social Democrata–Nós, Cidadãos! e Partido Social Democrata–Partido Popular Monárquico–Partido da Terra | 71 284    | 1,39 / 100,00   | 1,21    | 0 / 308     | 1       | 17 / 2 074    | 18      |
|                         | Coligações Partido Socialista–Juntos pelo Povo, Partido Socialista–Livre e Partido Socialista–Bloco de Esquerda–Juntos pelo Povo–Partido Democrático Republicano–Nós, Cidadãos! | 63 620    | 1,24 / 100,00   | 0,78    | 2 / 308     | 1       | 16 / 2 074    | 10      |
|                         | Pessoas–Animais–Natureza | 55 900    | 1,08 / 100,00   | 0,76    | 0 / 308     | Estável | 0 / 2 074     | Estável |
|                         | Juntos pelo Povo | 14 818    | 0,29 / 100,00   | Novo    | 1 / 308     | Novo    | 6 / 2 074     | Novo    |
|                         | Nós, Cidadãos! | 12 495    | 0,24 / 100,00   | Novo    | 1 / 308     | Novo    | 5 / 2 074     | Novo    |
|                         | Partido Comunista dos Trabalhadores Portugueses | 12 394    | 0,24 / 100,00   | 0,23    | 0 / 308     | Estável | 0 / 2 074     | Estável |
|                         | Partido Trabalhista Português | 5 683     | 0,11 / 100,00   | 0,06    | 0 / 308     | Estável | 0 / 2 074     | Estável |
|                         | Partido Nacional Renovador | 4 740     | 0,09 / 100,00   | 0,03    | 0 / 308     | Estável | 0 / 2 074     | Estável |
|                         | Coligação Partido Democrático Republicano–Juntos pelo Povo | 3 645     | 0,07 / 100,00   | Novo    | 0 / 308     | Novo    | 0 / 2 074     | Novo    |
|                         | Partido da Terra | 3 372     | 0,07 / 100,00   | 0,06    | 0 / 308     | Estável | 0 / 2 074     | 2       |
|                         | Partido Democrático Republicano | 2 799     | 0,05 / 100,00   | Novo    | 0 / 308     | Novo    | 0 / 2 074     | Novo    |
|                         | Coligação Partido da Terra–Partido Cidadania e Democracia Cristã | 2 258     | 0,04 / 100,00   | Novo    | 0 / 308     | Novo    | 0 / 2 074     | Novo    |
|                         | Coligações Partido Popular Monárquico–Partido Cidadania e Democracia Cristã e Partido Popular Monárquico–Partido Unido dos Reformados e Pensionistas | 1 800     | 0,04 / 100,00   | 0,05    | 0 / 308     | Estável | 0 / 2 074     | Estável |
|                         | Livre | 1 008     | 0,02 / 100,00   | Novo    | 0 / 308     | Novo    | 0 / 2 074     | Novo    |
|                         | Movimento Alternativa Socialista | 943       | 0,02 / 100,00   | Novo    | 0 / 308     | Novo    | 0 / 2 074     | Novo    |
|                         | Partido Unido dos Reformados e Pensionistas | 758       | 0,01 / 100,00   | Novo    | 0 / 308     | Novo    | 0 / 2 074     | Novo    |
|                         | Partido Popular Monárquico | 364       | 0,01 / 100,00   | Estável | 0 / 308     | Estável | 0 / 2 074     | Estável |
|                         | Partido Cidadania e Democracia Cristã | 186       | 0,00 / 100,00   | 0,01    | 0 / 308     | Estável | 0 / 2 074     | Estável |
| Votos inválidos         | Votos inválidos | 235 521   | 4,56 / 100,00   | 2,26    |             |         |               |         |
| Total                   | Total | 5 173 186 | 100,00 / 100,00 |         | 308 / 308   |         | 2 074 / 2 074 | 12      |
| Eleitorado/Participação | Eleitorado/Participação | 9 411 540 | 54,97 / 100,00  | 2,37    |             |         |               |         |
| Fonte                   | Fonte | [ 43 ]    | [ 43 ]          | [ 43 ]  | [ 43 ]      | [ 43 ]  | [ 43 ]        | [ 43 ]  |

## Resultados por distrito ou região autónoma (câmaras e vereadores)

### Região Autónoma dos Açores
| Partido                 | Partido                                                    | Votos   | %               | +/-  | Presidentes | +/-     | Vereadores | +/-     |
| ----------------------- | ---------------------------------------------------------- | ------- | --------------- | ---- | ----------- | ------- | ---------- | ------- |
|                         | Partido Socialista                                         | 54 945  | 44,98 / 100,00  | 1,91 | 12 / 19     | 1       | 60 / 111   | 3       |
|                         | Partido Social Democrata                                   | 47 454  | 38,85 / 100,00  | 7,64 | 5 / 19      | 1       | 37 / 111   | 4       |
|                         | CDS – Partido Popular                                      | 3 849   | 3,15 / 100,00   | 0,53 | 1 / 19      | Estável | 3 / 111    | Estável |
|                         | Coligação Partido Social Democrata–CDS – Partido Popular   | 3 521   | 2,88 / 100,00   | 5,74 | 0 / 19      | Estável | 3 / 111    | 4       |
|                         | Grupos de cidadãos eleitores                               | 3 249   | 2,66 / 100,00   | 1,28 | 1 / 19      | Estável | 7 / 111    | 5       |
|                         | CDU – Coligação Democrática Unitária                       | 2 270   | 1,86 / 100,00   | 0,23 | 0 / 19      | Estável | 1 / 111    | 1       |
|                         | Bloco de Esquerda                                          | 1 824   | 1,49 / 100,00   | 0,20 | 0 / 19      | Estável | 0 / 111    | Estável |
|                         | Pessoas–Animais–Natureza                                   | 685     | 0,56 / 100,00   | -    | 0 / 19      | -       | 0 / 111    | -       |
|                         | Coligação CDS – Partido Popular–Partido Popular Monárquico | 280     | 0,23 / 100,00   | -    | 0 / 19      | -       | 0 / 111    | -       |
|                         | Livre                                                      | 273     | 0,22 / 100,00   | Novo | 0 / 19      | Novo    | 0 / 111    | Novo    |
| Votos inválidos         | Votos inválidos                                            | 3 797   | 3,11 / 100,00   | 0,73 |             |         |            |         |
| Total                   | Total                                                      | 122 147 | 100,00 / 100,00 |      | 19 / 19     |         | 111 / 111  |         |
| Eleitorado/Participação | Eleitorado/Participação                                    | 228 518 | 53,45 / 100,00  | 0,56 |             |         |            |         |

### Distrito de Aveiro
| Partido                 | Partido | Votos   | %               | +/-  | Presidentes | +/-     | Vereadores | +/-     |
| ----------------------- | --- | ------- | --------------- | ---- | ----------- | ------- | ---------- | ------- |
|                         | Partido Social Democrata | 114 542 | 31,25 / 100,00  | 1,09 | 6 / 19      | 3       | 47 / 141   | 9       |
|                         | Partido Socialista | 110 975 | 30,28 / 100,00  | 3,20 | 6 / 19      | 1       | 47 / 141   | 6       |
|                         | Coligações Partido Social Democrata–CDS – Partido Popular, Partido Social Democrata–CDS – Partido Popular–Partido Popular Monárquico e Partido Social Democrata–CDS – Partido Popular–Partido Popular Monárquico–Partido da Terra | 40 207  | 10,97 / 100,00  | 1,88 | 2 / 19      | Estável | 22 / 141   | 8       |
|                         | CDS – Partido Popular | 34 543  | 9,42 / 100,00   | 0,92 | 3 / 19      | 1       | 15 / 141   | 2       |
|                         | Grupos de cidadãos eleitores | 23 767  | 6,48 / 100,00   | 3,15 | 2 / 19      | 1       | 10 / 141   | 5       |
|                         | CDU – Coligação Democrática Unitária | 11 080  | 3,02 / 100,00   | 1,06 | 0 / 19      | Estável | 0 / 141    | Estável |
|                         | Bloco de Esquerda | 9 705   | 2,65 / 100,00   | 0,40 | 0 / 19      | Estável | 0 / 141    | Estável |
|                         | Pessoas–Animais–Natureza | 1 343   | 0,37 / 100,00   | -    | 0 / 19      | -       | 0 / 141    | -       |
|                         | Nós, Cidadãos! | 942     | 0,26 / 100,00   | Novo | 0 / 19      | Novo    | 0 / 141    | Novo    |
|                         | Coligação CDS – Partido Popular–Partido Popular Monárquico | 803     | 0,22 / 100,00   | -    | 0 / 19      | -       | 0 / 141    | -       |
|                         | Partido Nacional Renovador | 362     | 0,10 / 100,00   | 0,07 | 0 / 19      | Estável | 0 / 141    | Estável |
|                         | Partido Popular Monárquico | 222     | 0,06 / 100,00   | -    | 0 / 19      | -       | 0 / 141    | -       |
|                         | Partido da Terra | 74      | 0,02 / 100,00   | -    | 0 / 19      | -       | 0 / 141    | -       |
| Votos inválidos         | Votos inválidos | 17 981  | 4,90 / 100,00   | 1,94 |             |         |            |         |
| Total                   | Total | 366 546 | 100,00 / 100,00 |      | 19 / 19     |         | 141 / 141  |         |
| Eleitorado/Participação | Eleitorado/Participação | 648 250 | 56,54 / 100,00  | 2,36 |             |         |            |         |

### Distrito de Beja
| Partido                 | Partido                                                  | Votos   | %               | +/-  | Presidentes | +/-     | Vereadores | +/-     |
| ----------------------- | -------------------------------------------------------- | ------- | --------------- | ---- | ----------- | ------- | ---------- | ------- |
|                         | Partido Socialista                                       | 39 679  | 50,44 / 100,00  | 5,94 | 10 / 14     | 4       | 46 / 78    | 7       |
|                         | CDU – Coligação Democrática Unitária                     | 26 461  | 33,64 / 100,00  | 4,99 | 4 / 14      | 4       | 29 / 78    | 5       |
|                         | Partido Social Democrata                                 | 4 895   | 6,22 / 100,00   | 4,10 | 0 / 14      | Estável | 2 / 78     | 1       |
|                         | Bloco de Esquerda                                        | 1 513   | 1,92 / 100,00   | 1,07 | 0 / 14      | Estável | 0 / 78     | Estável |
|                         | Coligação Partido Social Democrata–CDS – Partido Popular | 1 273   | 1,62 / 100,00   | 4,75 | 0 / 14      | Estável | 0 / 78     | 2       |
|                         | CDS – Partido Popular                                    | 923     | 1,17 / 100,00   | -    | 0 / 14      | -       | 0 / 78     | -       |
|                         | Grupos de cidadãos eleitores                             | 552     | 0,70 / 100,00   | 2,29 | 0 / 14      | Estável | 1 / 78     | 1       |
|                         | Partido Comunista dos Trabalhadores Portugueses          | 245     | 0,31 / 100,00   | -    | 0 / 14      | -       | 0 / 78     | -       |
| Votos inválidos         | Votos inválidos                                          | 3 120   | 3,97 / 100,00   | 0,57 |             |         |            |         |
| Total                   | Total                                                    | 78 661  | 100,00 / 100,00 |      | 14 / 14     |         | 78 / 78    |         |
| Eleitorado/Participação | Eleitorado/Participação                                  | 126 664 | 62,10 / 100,00  | 0,25 |             |         |            |         |

### Distrito de Braga
| Partido                 | Partido | Votos   | %               | +/-  | Presidentes | +/-     | Vereadores | +/-     |
| ----------------------- | --- | ------- | --------------- | ---- | ----------- | ------- | ---------- | ------- |
|                         | Coligações Partido Social Democrata–CDS – Partido Popular, Partido Social Democrata–CDS – Partido Popular–Partido Popular Monárquico e Partido Social Democrata–CDS – Partido Popular–Partido Popular Monárquico–Partido da Terra–Partido Cidadania e Democracia Cristã | 184 479 | 36,57 / 100,00  | 3,58 | 4 / 14      | 1       | 38 / 114   | 5       |
|                         | Partido Socialista | 174 743 | 34,64 / 100,00  | 4,12 | 4 / 14      | 3       | 38 / 114   | 11      |
|                         | Grupos de cidadãos eleitores | 48 660  | 9,65 / 100,00   | 3,14 | 1 / 14      | 1       | 17 / 114   | 8       |
|                         | Partido Social Democrata | 41 704  | 8,27 / 100,00   | 1,17 | 5 / 14      | 1       | 20 / 114   | Estável |
|                         | CDU – Coligação Democrática Unitária | 20 999  | 4,16 / 100,00   | 0,83 | 0 / 14      | Estável | 1 / 114    | 1       |
|                         | Bloco de Esquerda | 10 973  | 2,18 / 100,00   | 1,18 | 0 / 14      | Estável | 0 / 114    | Estável |
|                         | CDS – Partido Popular | 2 809   | 0,56 / 100,00   | 0,44 | 0 / 14      | Estável | 0 / 114    | 1       |
|                         | Nós, Cidadãos! | 1 102   | 0,22 / 100,00   | Novo | 0 / 14      | Novo    | 0 / 114    | Novo    |
|                         | Movimento Alternativa Socialista | 943     | 0,19 / 100,00   | Novo | 0 / 14      | Novo    | 0 / 114    | Novo    |
| Votos inválidos         | Votos inválidos | 18 067  | 3,58 / 100,00   | 1,02 |             |         |            |         |
| Total                   | Total | 504 479 | 100,00 / 100,00 |      | 14 / 14     |         | 114 / 114  |         |
| Eleitorado/Participação | Eleitorado/Participação | 784 011 | 64,35 / 100,00  | 1,73 |             |         |            |         |

### Distrito de Bragança
| Partido                 | Partido | Votos   | %               | +/-   | Presidentes | +/-     | Vereadores | +/-     |
| ----------------------- | --- | ------- | --------------- | ----- | ----------- | ------- | ---------- | ------- |
|                         | Partido Socialista | 35 600  | 40,07 / 100,00  | 2,84  | 7 / 12      | 2       | 33 / 70    | 2       |
|                         | Partido Social Democrata                                                                                              | 22 195  | 24,98 / 100,00  | 10,87 | 4 / 12      | 2       | 17 / 70    | 9       |
|                         | Coligação Partido Social Democrata–CDS – Partido Popular                                                              | 20 639  | 23,23 / 100,00  | 13,54 | 1 / 12      | Estável | 18 / 70    | 9       |
|                         | Grupos de cidadãos eleitores                                                                                          | 1 894   | 2,13 / 100,00   | 1,52  | 0 / 12      | Estável | 2 / 70     | 1       |
|                         | CDS – Partido Popular                                                                                                 | 1 578   | 1,78 / 100,00   | 3,99  | 0 / 12      | Estável | 0 / 70     | 3       |
|                         | CDU – Coligação Democrática Unitária                                                                                  | 1 417   | 1,59 / 100,00   | 0,42  | 0 / 12      | Estável | 0 / 70     | Estável |
|                         | Bloco de Esquerda | 999     | 1,12 / 100,00   | 0,63  | 0 / 12      | Estável | 0 / 70     | Estável |
|                         | Partido Democrático Republicano                                                                                       | 327     | 0,37 / 100,00   | Novo  | 0 / 12      | Novo    | 0 / 70     | Novo    |
|                         | Coligações CDS – Partido Popular–Partido da Terra e CDS – Partido Popular–Partido da Terra–Partido Popular Monárquico | 310     | 0,35 / 100,00   | 0,25  | 0 / 12      | Estável | 0 / 70     | Estável |
| Votos inválidos         | Votos inválidos | 3 894   | 4,38 / 100,00   | 0,84  |             |         |            |         |
| Total                   | Total | 88 853  | 100,00 / 100,00 |       | 12 / 12     |         | 70 / 70    |         |
| Eleitorado/Participação | Eleitorado/Participação                                                                                               | 145 335 | 61,14 / 100,00  | 1,00  |             |         |            |         |

### Distrito de Castelo Branco
| Partido                 | Partido | Votos   | %               | +/-  | Presidentes | +/-     | Vereadores | +/-     |
| ----------------------- | --- | ------- | --------------- | ---- | ----------- | ------- | ---------- | ------- |
|                         | Partido Socialista                                                                                         | 50 357  | 47,31 / 100,00  | 3,02 | 7 / 11      | Estável | 34 / 63    | 1       |
|                         | Partido Social Democrata                                                                                   | 24 817  | 23,32 / 100,00  | 4,00 | 4 / 11      | Estável | 20 / 63    | 2       |
|                         | Grupos de cidadãos eleitores                                                                               | 6 231   | 5,85 / 100,00   | 4,61 | 0 / 11      | Estável | 2 / 63     | 3       |
|                         | CDS – Partido Popular                                                                                      | 6 215   | 5,84 / 100,00   | 3,49 | 0 / 11      | Estável | 1 / 63     | 1       |
|                         | CDU – Coligação Democrática Unitária                                                                       | 5 161   | 4,85 / 100,00   | 1,52 | 0 / 11      | Estável | 0 / 63     | 1       |
|                         | Coligações Partido Social Democrata–Partido da Terra e Partido Social Democrata–Partido Popular Monárquico | 3 375   | 3,18 / 100,00   | 2,12 | 0 / 11      | Estável | 2 / 63     | Estável |
|                         | Bloco de Esquerda                                                                                          | 1 824   | 1,71 / 100,00   | 0,63 | 0 / 11      | Estável | 0 / 63     | Estável |
|                         | Coligação Partido Social Democrata–CDS – Partido Popular                                                   | 1 566   | 1,47 / 100,00   | -    | 0 / 11      | -       | 2 / 63     | -       |
|                         | Nós, Cidadãos!                                                                                             | 1 240   | 1,17 / 100,00   | Novo | 0 / 11      | Novo    | 2 / 63     | Novo    |
| Votos inválidos         | Votos inválidos                                                                                            | 5 585   | 5,25 / 100,00   | 1,51 |             |         |            |         |
| Total                   | Total | 106 433 | 100,00 / 100,00 |      | 11 / 11     |         | 63 / 63    | 2       |
| Eleitorado/Participação | Eleitorado/Participação                                                                                    | 175 724 | 60,53 / 100,00  | 2,73 |             |         |            |         |

### Distrito de Coimbra
| Partido                 | Partido | Votos   | %               | +/-  | Presidentes | +/-     | Vereadores | +/-     |
| ----------------------- | --- | ------- | --------------- | ---- | ----------- | ------- | ---------- | ------- |
|                         | Partido Socialista | 96 882  | 44,70 / 100,00  | 2,46 | 12 / 17     | Estável | 63 / 117   | 2       |
|                         | Partido Social Democrata | 43 253  | 19,95 / 100,00  | 6,34 | 5 / 17      | Estável | 37 / 117   | 11      |
|                         | Coligações Partido Social Democrata–CDS – Partido Popular, Partido Social Democrata–CDS – Partido Popular–Partido Popular Monárquico e Partido Social Democrata–CDS – Partido Popular–Partido Popular Monárquico–Partido da Terra | 28 148  | 12,98 / 100,00  | 0,37 | 0 / 17      | Estável | 11 / 117   | 8       |
|                         | Grupos de cidadãos eleitores | 16 971  | 7,83 / 100,00   | 3,61 | 0 / 17      | Estável | 4 / 117    | Estável |
|                         | CDU – Coligação Democrática Unitária | 13 415  | 6,19 / 100,00   | 1,32 | 0 / 17      | Estável | 2 / 117    | 1       |
|                         | Bloco de Esquerda | 2 682   | 1,24 / 100,00   | 0,18 | 0 / 17      | Estável | 0 / 117    | Estável |
|                         | Coligações CDS – Partido Popular–Partido Popular Monárquico e CDS – Partido Popular–Partido Popular Monárquico–Partido da Terra                                                                                                   | 1 332   | 0,62 / 100,00   | -    | 0 / 17      | -       | 0 / 117    | -       |
|                         | Pessoas–Animais–Natureza | 1 096   | 0,51 / 100,00   | 0,08 | 0 / 17      | Estável | 0 / 117    | Estável |
|                         | CDS – Partido Popular | 716     | 0,33 / 100,00   | 1,44 | 0 / 17      | Estável | 0 / 117    | Estável |
|                         | Partido da Terra | 703     | 0,32 / 100,00   | 0,06 | 0 / 17      | Estável | 0 / 117    | Estável |
|                         | Partido Democrático Republicano | 443     | 0,20 / 100,00   | Novo | 0 / 17      | Novo    | 0 / 117    | Novo    |
|                         | Partido Nacional Renovador | 201     | 0,09 / 100,00   | -    | 0 / 17      | -       | 0 / 117    | -       |
| Votos inválidos         | Votos inválidos | 10 914  | 5,04 / 100,00   | 2,32 |             |         |            |         |
| Total                   | Total | 216 756 | 100,00 / 100,00 |      | 17 / 17     |         | 117 / 117  |         |
| Eleitorado/Participação | Eleitorado/Participação | 386 184 | 56,13 / 100,00  | 2,27 |             |         |            |         |

### Distrito de Évora
| Partido                 | Partido                                                                     | Votos   | %               | +/-  | Presidentes | +/-     | Vereadores | +/-     |
| ----------------------- | --------------------------------------------------------------------------- | ------- | --------------- | ---- | ----------- | ------- | ---------- | ------- |
|                         | Partido Socialista                                                          | 29 670  | 36,31 / 100,00  | 3,06 | 6 / 14      | 1       | 35 / 78    | 4       |
|                         | CDU – Coligação Democrática Unitária                                        | 26 283  | 32,16 / 100,00  | 6,34 | 5 / 14      | 1       | 26 / 78    | 4       |
|                         | Grupos de cidadãos eleitores                                                | 8 519   | 10,42 / 100,00  | 0,62 | 3 / 14      | Estável | 11 / 78    | 1       |
|                         | Partido Social Democrata                                                    | 7 619   | 9,32 / 100,00   | 5,82 | 0 / 14      | Estável | 5 / 78     | 3       |
|                         | Coligação Partido Social Democrata–CDS – Partido Popular                    | 1 815   | 2,22 / 100,00   | 4,64 | 0 / 14      | Estável | 1 / 78     | 2       |
|                         | Coligação CDS – Partido Popular–Partido Popular Monárquico–Partido da Terra | 1 459   | 1,79 / 100,00   | -    | 0 / 14      | -       | 0 / 78     | -       |
|                         | Bloco de Esquerda                                                           | 1 435   | 1,76 / 100,00   | 0,57 | 0 / 14      | Estável | 0 / 78     | Estável |
|                         | CDS – Partido Popular                                                       | 1 025   | 1,25 / 100,00   | 0,84 | 0 / 14      | Estável | 0 / 78     | Estável |
|                         | Pessoas–Animais–Natureza                                                    | 499     | 0,61 / 100,00   | -    | 0 / 14      | -       | 0 / 78     | -       |
| Votos inválidos         | Votos inválidos                                                             | 3 395   | 4,16 / 100,00   | 0,85 |             |         |            |         |
| Total                   | Total                                                                       | 81 719  | 100,00 / 100,00 |      | 14 / 14     |         | 78 / 78    |         |
| Eleitorado/Participação | Eleitorado/Participação                                                     | 139 123 | 58,73 / 100,00  | 0,68 |             |         |            |         |

### Distrito de Faro
| Partido                 | Partido | Votos   | %               | +/-   | Presidentes | +/-     | Vereadores | +/-     |
| ----------------------- | --- | ------- | --------------- | ----- | ----------- | ------- | ---------- | ------- |
|                         | Partido Socialista | 83 689  | 46,32 / 100,00  | 9,61  | 10 / 16     | Estável | 60 / 104   | 9       |
|                         | Coligações Partido Social Democrata–CDS – Partido Popular, Partido Social Democrata–CDS – Partido Popular–Partido da Terra e Partido Social Democrata–CDS – Partido Popular–Partido Popular Monárquico–Partido da Terra | 33 300  | 18,43 / 100,00  | 11,24 | 2 / 16      | 1       | 18 / 104   | 11      |
|                         | Partido Social Democrata | 19 790  | 10,95 / 100,00  | 13,85 | 3 / 16      | 1       | 17 / 104   | 16      |
|                         | CDU – Coligação Democrática Unitária | 19 184  | 10,62 / 100,00  | 1,12  | 1 / 16      | Estável | 6 / 104    | 2       |
|                         | Bloco de Esquerda | 8 479   | 4,69 / 100,00   | 0,37  | 0 / 16      | Estável | 1 / 104    | 1       |
|                         | Grupos de cidadãos eleitores | 3 467   | 1,92 / 100,00   | 1,75  | 0 / 16      | Estável | 2 / 104    | Estável |
|                         | Nós, Cidadãos! | 1 539   | 0,85 / 100,00   | Novo  | 0 / 16      | Novo    | 0 / 104    | Novo    |
|                         | Pessoas–Animais–Natureza | 1 514   | 0,84 / 100,00   | -     | 0 / 16      | -       | 0 / 104    | -       |
|                         | Coligação CDS – Partido Popular–Partido Popular Monárquico e CDS – Partido Popular–Partido Popular Monárquico–Partido da Terra                                                                                          | 961     | 0,53 / 100,00   | 2,17  | 0 / 16      | Estável | 0 / 104    | 1       |
|                         | CDS – Partido Popular | 273     | 0,15 / 100,00   | 0,56  | 0 / 16      | Estável | 0 / 104    | Estável |
| Votos inválidos         | Votos inválidos | 8 466   | 4,68 / 100,00   | 2,98  |             |         |            |         |
| Total                   | Total | 180 662 | 100,00 / 100,00 |       | 16 / 16     |         | 104 / 104  |         |
| Eleitorado/Participação | Eleitorado/Participação | 380 811 | 47,44 / 100,00  | 0,13  |             |         |            |         |

### Distrito da Guarda
| Partido                 | Partido | Votos   | %               | +/-   | Presidentes | +/-     | Vereadores | +/-     |
| ----------------------- | --- | ------- | --------------- | ----- | ----------- | ------- | ---------- | ------- |
|                         | Partido Social Democrata | 44 583  | 45,31 / 100,00  | 26,08 | 7 / 14      | 3       | 38 / 78    | 13      |
|                         | Partido Socialista | 34 679  | 35,24 / 100,00  | 4,50  | 6 / 14      | Estável | 32 / 78    | 4       |
|                         | Grupos de cidadãos eleitores | 6 004   | 6,10 / 100,00   | 3,95  | 1 / 14      | Estável | 6 / 78     | 3       |
|                         | CDS – Partido Popular | 2 546   | 2,59 / 100,00   | 0,24  | 0 / 14      | Estável | 2 / 78     | Estável |
|                         | CDU – Coligação Democrática Unitária | 2 362   | 2,40 / 100,00   | 0,75  | 0 / 14      | Estável | 0 / 78     | Estável |
|                         | Coligações CDS – Partido Popular–Partido da Terra, CDS – Partido Popular–Partido da Terra–Partido Popular Monárquico e CDS – Partido Popular–Partido Popular Monárquico–Nós, Cidadãos! | 2 338   | 2,37 / 100,00   | -     | 0 / 14      | -       | 0 / 78     | -       |
|                         | Bloco de Esquerda | 718     | 0,73 / 100,00   | 0,11  | 0 / 14      | Estável | 0 / 78     | Estável |
|                         | Livre | 171     | 0,17 / 100,00   | Novo  | 0 / 14      | Novo    | 0 / 78     | Novo    |
| Votos inválidos         | Votos inválidos | 4 998   | 5,07 / 100,00   | 1,10  |             |         |            |         |
| Total                   | Total | 98 399  | 100,00 / 100,00 |       | 14 / 14     |         | 78 / 78    | 4       |
| Eleitorado/Participação | Eleitorado/Participação | 158 836 | 61,95 / 100,00  | 0,28  |             |         |            |         |

### Distrito de Leiria
| Partido                 | Partido | Votos   | %               | +/-  | Presidentes | +/-     | Vereadores | +/-     |
| ----------------------- | --- | ------- | --------------- | ---- | ----------- | ------- | ---------- | ------- |
|                         | Partido Socialista | 79 200  | 34,86 / 100,00  | 1,28 | 7 / 16      | 1       | 46 / 110   | 2       |
|                         | Partido Social Democrata | 59 913  | 26,37 / 100,00  | 9,11 | 8 / 16      | 1       | 41 / 110   | 9       |
|                         | Grupos de cidadãos eleitores | 19 712  | 8,68 / 100,00   | 5,37 | 1 / 16      | 1       | 11 / 110   | 7       |
|                         | Coligação Partido Social Democrata–Partido da Terra | 17 542  | 7,72 / 100,00   | -    | 0 / 16      | -       | 3 / 110    | -       |
|                         | CDU – Coligação Democrática Unitária | 13 157  | 5,79 / 100,00   | 2,93 | 0 / 16      | 1       | 3 / 110    | 4       |
|                         | CDS – Partido Popular | 12 718  | 5,60 / 100,00   | 1,39 | 0 / 16      | Estável | 2 / 110    | 3       |
|                         | Bloco de Esquerda | 5 589   | 2,46 / 100,00   | 0,66 | 0 / 16      | Estável | 0 / 110    | Estável |
|                         | Coligação Partido Social Democrata–CDS – Partido Popular | 3 566   | 1,57 / 100,00   | -    | 0 / 16      | -       | 4 / 110    | -       |
|                         | Pessoas–Animais–Natureza | 1 359   | 0,60 / 100,00   | -    | 0 / 16      | -       | 0 / 110    | -       |
|                         | Coligação CDS – Partido Popular–Partido Popular Monárquico, CDS – Partido Popular–Partido da Terra e CDS – Partido Popular–Partido Popular Monárquico–Partido da Terra | 404     | 0,18 / 100,00   | -    | 0 / 16      | -       | 0 / 110    | -       |
|                         | Partido da Terra | 320     | 0,14 / 100,00   | 0,06 | 0 / 16      | Estável | 0 / 110    | Estável |
|                         | Partido Democrático Republicano | 216     | 0,10 / 100,00   | Novo | 0 / 16      | Novo    | 0 / 110    | Novo    |
|                         | Partido Nacional Renovador | 207     | 0,09 / 100,00   | 0,02 | 0 / 16      | Estável | 0 / 110    | Estável |
| Votos inválidos         | Votos inválidos | 13 260  | 5,84 / 100,00   | 3,97 |             |         |            |         |
| Total                   | Total | 227 163 | 100,00 / 100,00 |      | 16 / 16     |         | 110 / 110  |         |
| Eleitorado/Participação | Eleitorado/Participação | 420 401 | 54,03 / 100,00  | 3,62 |             |         |            |         |

### Distrito de Lisboa
| Partido                 | Partido | Votos     | %               | +/-  | Presidentes | +/-     | Vereadores | +/-     |
| ----------------------- | --- | --------- | --------------- | ---- | ----------- | ------- | ---------- | ------- |
|                         | Partido Socialista | 351 985   | 37,67 / 100,00  | 0,17 | 10 / 16     | Estável | 70 / 152   | Estável |
|                         | Coligações Partido Social Democrata–CDS – Partido Popular, Partido Social Democrata–CDS – Partido Popular–Partido Popular Monárquico e Partido Social Democrata–CDS – Partido Popular–Partido Popular Monárquico–Partido da Terra | 128 634   | 13,77 / 100,00  | 0,33 | 1 / 16      | Estável | 23 / 152   | 1       |
|                         | CDU – Coligação Democrática Unitária | 122 824   | 13,15 / 100,00  | 2,48 | 2 / 16      | Estável | 21 / 152   | 6       |
|                         | Partido Social Democrata | 56 709    | 6,07 / 100,00   | 0,31 | 2 / 16      | Estável | 18 / 152   | 1       |
|                         | Coligações CDS – Partido Popular–Partido da Terra e CDS – Partido Popular–Partido da Terra–Partido Popular Monárquico | 53 769    | 5,75 / 100,00   | 5,15 | 0 / 16      | Estável | 4 / 152    | 4       |
|                         | Bloco de Esquerda | 51 740    | 5,54 / 100,00   | 1,44 | 0 / 16      | Estável | 3 / 152    | 3       |
|                         | Grupos de cidadãos eleitores | 49 653    | 5,31 / 100,00   | 2,12 | 1 / 16      | Estável | 8 / 152    | 2       |
|                         | Pessoas–Animais–Natureza | 27 460    | 2,94 / 100,00   | 1,83 | 0 / 16      | Estável | 0 / 152    | Estável |
|                         | Coligações Partido Social Democrata–Partido Popular Monárquico e Partido Social Democrata–Partido Popular Monárquico–Partido da Terra                                                                                             | 20 835    | 2,23 / 100,00   | 0,10 | 0 / 16      | Estável | 5 / 152    | 1       |
|                         | Partido Comunista dos Trabalhadores Portugueses | 7 145     | 0,76 / 100,00   | 0,40 | 0 / 16      | Estável | 0 / 152    | Estável |
|                         | Nós, Cidadãos! | 4 741     | 0,51 / 100,00   | Novo | 0 / 16      | Novo    | 0 / 152    | Novo    |
|                         | Coligação Partido Democrático Republicano–Juntos pelo Povo | 3 645     | 0,39 / 100,00   | Novo | 0 / 16      | Novo    | 0 / 152    | Novo    |
|                         | CDS – Partido Popular | 3 256     | 0,35 / 100,00   | 0,46 | 0 / 16      | Estável | 0 / 152    | Estável |
|                         | Partido Nacional Renovador | 2 809     | 0,30 / 100,00   | 0,01 | 0 / 16      | Estável | 0 / 152    | Estável |
|                         | Partido Trabalhista Português | 1 456     | 0,16 / 100,00   | 0,21 | 0 / 16      | Estável | 0 / 152    | Estável |
|                         | Partido Unido dos Reformados e Pensionistas | 685       | 0,07 / 100,00   | Novo | 0 / 16      | Novo    | 0 / 152    | Novo    |
|                         | Livre | 564       | 0,06 / 100,00   | Novo | 0 / 16      | Novo    | 0 / 152    | Novo    |
|                         | Juntos pelo Povo | 323       | 0,03 / 100,00   | Novo | 0 / 16      | Novo    | 0 / 152    | Novo    |
|                         | Partido Democrático Republicano | 205       | 0,02 / 100,00   | Novo | 0 / 16      | Novo    | 0 / 152    | Novo    |
| Votos inválidos         | Votos inválidos | 45 900    | 4,91 / 100,00   | 3,30 |             |         |            |         |
| Total                   | Total | 934 338   | 100,00 / 100,00 |      | 16 / 16     |         | 152 / 152  |         |
| Eleitorado/Participação | Eleitorado/Participação | 1 919 653 | 48,67 / 100,00  | 4,13 |             |         |            |         |

### Região Autónoma da Madeira
| Partido                 | Partido | Votos   | %               | +/-  | Presidentes | +/-     | Vereadores | +/-     |
| ----------------------- | --- | ------- | --------------- | ---- | ----------- | ------- | ---------- | ------- |
|                         | Partido Social Democrata                                                                                       | 46 583  | 33,61 / 100,00  | 1,20 | 3 / 11      | 1       | 26 / 71    | 7       |
|                         | Coligação Partido Socialista–Bloco de Esquerda–Juntos pelo Povo–Partido Democrático Republicano–Nós, Cidadãos! | 23 577  | 17,01 / 100,00  | 0,14 | 1 / 11      | Estável | 6 / 71     | Estável |
|                         | Partido Socialista                                                                                             | 16 731  | 12,07 / 100,00  | 3,49 | 3 / 11      | Estável | 15 / 71    | 2       |
|                         | Juntos pelo Povo                                                                                               | 14 080  | 10,16 / 100,00  | Novo | 1 / 11      | Novo    | 6 / 71     | Novo    |
|                         | CDS – Partido Popular                                                                                          | 12 546  | 9,05 / 100,00   | 3,99 | 1 / 11      | Estável | 8 / 71     | Estável |
|                         | Grupos de cidadãos eleitores                                                                                   | 7 627   | 5,50 / 100,00   | 6,84 | 2 / 11      | Estável | 10 / 71    | 1       |
|                         | CDU – Coligação Democrática Unitária                                                                           | 3 345   | 2,41 / 100,00   | 2,93 | 0 / 11      | Estável | 0 / 71     | 1       |
|                         | Partido Trabalhista Português                                                                                  | 2 394   | 1,73 / 100,00   | 1,04 | 0 / 11      | Estável | 0 / 71     | Estável |
|                         | Coligação Partido da Terra–Partido Cidadania e Democracia Cristã                                               | 2 258   | 1,63 / 100,00   | Novo | 0 / 11      | Novo    | 0 / 71     | Novo    |
|                         | Coligação Partido Popular Monárquico–Partido Unido dos Reformados e Pensionistas                               | 1 330   | 0,96 / 100,00   | Novo | 0 / 11      | Novo    | 0 / 71     | Novo    |
|                         | Bloco de Esquerda                                                                                              | 992     | 0,72 / 100,00   | 0,34 | 0 / 11      | Estável | 0 / 71     | Estável |
|                         | Partido da Terra                                                                                               | 887     | 0,64 / 100,00   | 0,98 | 0 / 11      | Estável | 0 / 71     | Estável |
|                         | Partido Comunista dos Trabalhadores Portugueses                                                                | 619     | 0,45 / 100,00   | -    | 0 / 11      | -       | 0 / 71     | -       |
|                         | Partido Democrático Republicano                                                                                | 436     | 0,31 / 100,00   | Novo | 0 / 11      | Novo    | 0 / 71     | Novo    |
|                         | Partido Nacional Renovador                                                                                     | 107     | 0,08 / 100,00   | -    | 0 / 11      | -       | 0 / 71     | -       |
| Votos inválidos         | Votos inválidos                                                                                                | 5 080   | 3,67 / 100,00   | 1,16 |             |         |            |         |
| Total                   | Total | 138 592 | 100,00 / 100,00 |      | 11 / 11     |         | 71 / 71    |         |
| Eleitorado/Participação | Eleitorado/Participação                                                                                        | 255 782 | 54,18 / 100,00  | 1,66 |             |         |            |         |

### Distrito de Portalegre
| Partido                 | Partido | Votos  | %               | +/-  | Presidentes | +/-     | Vereadores | +/-     |
| ----------------------- | --- | ------ | --------------- | ---- | ----------- | ------- | ---------- | ------- |
|                         | Partido Socialista | 29 573 | 45,74 / 100,00  | 2,42 | 8 / 15      | 2       | 41 / 81    | 4       |
|                         | CDU – Coligação Democrática Unitária                                                                                                  | 11 336 | 17,53 / 100,00  | 0,27 | 2 / 15      | Estável | 14 / 81    | 1       |
|                         | Partido Social Democrata | 8 634  | 13,35 / 100,00  | 2,09 | 4 / 15      | 2       | 16 / 81    | 6       |
|                         | Grupos de cidadãos eleitores | 7 674  | 11,87 / 100,00  | 3,22 | 1 / 15      | Estável | 6 / 81     | 2       |
|                         | Coligações Partido Social Democrata–CDS – Partido Popular e Partido Social Democrata–CDS – Partido Popular–Partido Popular Monárquico | 2 395  | 3,71 / 100,00   | 0,42 | 0 / 15      | Estável | 3 / 81     | 2       |
|                         | CDS – Partido Popular | 1 510  | 2,34 / 100,00   | 0,10 | 0 / 15      | Estável | 0 / 81     | 1       |
|                         | Bloco de Esquerda | 651    | 1,01 / 100,00   | 0,01 | 0 / 15      | Estável | 0 / 81     | Estável |
|                         | Coligações CDS – Partido Popular–Partido Popular Monárquico e CDS – Partido Popular–Partido Popular Monárquico–Partido da Terra       | 515    | 0,79 / 100,00   | -    | 0 / 15      | -       | 1 / 81     | -       |
| Votos inválidos         | Votos inválidos | 2 365  | 3,66 / 100,00   | 0,86 |             |         |            |         |
| Total                   | Total | 64 653 | 100,00 / 100,00 |      | 15 / 15     |         | 81 / 81    |         |
| Eleitorado/Participação | Eleitorado/Participação | 98 766 | 65,45 / 100,00  | 2,31 |             |         |            |         |

### Distrito do Porto
| Partido                 | Partido                                                                    | Votos     | %               | +/-  | Presidentes | +/-     | Vereadores | +/-     |
| ----------------------- | -------------------------------------------------------------------------- | --------- | --------------- | ---- | ----------- | ------- | ---------- | ------- |
|                         | Partido Socialista                                                         | 369 470   | 39,84 / 100,00  | 4,13 | 10 / 18     | 2       | 73 / 164   | 2       |
|                         | Coligação Partido Social Democrata–CDS – Partido Popular                   | 164 453   | 17,73 / 100,00  | 3,04 | 4 / 18      | Estável | 37 / 164   | 8       |
|                         | Grupos de cidadãos eleitores                                               | 119 576   | 12,89 / 100,00  | 1,25 | 2 / 18      | Estável | 18 / 164   | Estável |
|                         | Partido Social Democrata                                                   | 63 982    | 6,90 / 100,00   | 0,66 | 1 / 18      | 2       | 16 / 164   | 3       |
|                         | CDU – Coligação Democrática Unitária                                       | 45 984    | 4,96 / 100,00   | 1,16 | 0 / 18      | Estável | 4 / 164    | 1       |
|                         | Coligações Partido Socialista–Juntos pelo Povo e Partido Socialista–Livre  | 40 043    | 4,32 / 100,00   | Novo | 1 / 18      | Novo    | 10 / 164   | Novo    |
|                         | Bloco de Esquerda                                                          | 29 927    | 3,23 / 100,00   | 0,57 | 0 / 18      | Estável | 0 / 164    | Estável |
|                         | Coligação Partido Social Democrata–Partido Popular Monárquico              | 25 810    | 2,78 / 100,00   | 6,95 | 0 / 18      | 1       | 5 / 164    | 16      |
|                         | Pessoas–Animais–Natureza                                                   | 12 290    | 1,33 / 100,00   | -    | 0 / 18      | -       | 0 / 164    | -       |
|                         | CDS – Partido Popular                                                      | 9 932     | 1,07 / 100,00   | 0,53 | 0 / 18      | Estável | 1 / 164    | Estável |
|                         | Coligação CDS – Partido Popular–Nós, Cidadãos!                             | 1 900     | 0,20 / 100,00   | Novo | 0 / 18      | Novo    | 0 / 164    | Novo    |
|                         | Partido da Terra                                                           | 1 388     | 0,15 / 100,00   | -    | 0 / 18      | -       | 0 / 164    | -       |
|                         | Partido Democrático Republicano                                            | 1 000     | 0,11 / 100,00   | Novo | 0 / 18      | Novo    | 0 / 164    | Novo    |
|                         | Partido Trabalhista Português                                              | 717       | 0,08 / 100,00   | 0,16 | 0 / 18      | Estável | 0 / 164    | Estável |
|                         | Partido Comunista dos Trabalhadores Portugueses                            | 702       | 0,08 / 100,00   | 0,26 | 0 / 18      | Estável | 0 / 164    | Estável |
|                         | Coligação Partido Popular Monárquico–Partido Cidadania e Democracia Cristã | 470       | 0,05 / 100,00   | -    | 0 / 18      | -       | 0 / 164    | -       |
|                         | Juntos pelo Povo                                                           | 415       | 0,04 / 100,00   | Novo | 0 / 18      | Novo    | 0 / 164    | Novo    |
|                         | Partido Cidadania e Democracia Cristã                                      | 186       | 0,02 / 100,00   | -    | 0 / 18      | -       | 0 / 164    | -       |
|                         | Partido Nacional Renovador                                                 | 173       | 0,02 / 100,00   | -    | 0 / 18      | -       | 0 / 164    | -       |
| Votos inválidos         | Votos inválidos                                                            | 38 930    | 4,20 / 100,00   | 3,02 |             |         |            |         |
| Total                   | Total                                                                      | 927 348   | 100,00 / 100,00 |      | 18 / 18     |         | 164 / 164  |         |
| Eleitorado/Participação | Eleitorado/Participação                                                    | 1 593 023 | 58,21 / 100,00  | 2,39 |             |         |            |         |

### Distrito de Santarém
| Partido                 | Partido | Votos   | %               | +/-  | Presidentes | +/-     | Vereadores | +/-     |
| ----------------------- | --- | ------- | --------------- | ---- | ----------- | ------- | ---------- | ------- |
|                         | Partido Socialista | 93 086  | 43,87 / 100,00  | 6,36 | 13 / 21     | Estável | 74 / 133   | 13      |
|                         | Partido Social Democrata                                                                                                   | 36 911  | 17,39 / 100,00  | 0,28 | 4 / 21      | Estável | 24 / 133   | 1       |
|                         | CDU – Coligação Democrática Unitária                                                                                       | 24 813  | 11,69 / 100,00  | 2,45 | 2 / 21      | 1       | 14 / 133   | 9       |
|                         | Coligação Partido Social Democrata–CDS – Partido Popular e Partido Social Democrata–CDS – Partido Popular–Partido da Terra | 21 494  | 10,12 / 100,00  | 0,61 | 2 / 21      | 1       | 13 / 133   | Estável |
|                         | Bloco de Esquerda | 10 815  | 5,10 / 100,00   | 1,17 | 0 / 21      | Estável | 5 / 133    | 1       |
|                         | CDS – Partido Popular | 5 233   | 2,47 / 100,00   | 0,33 | 0 / 21      | Estável | 0 / 133    | Estável |
|                         | Coligações PSD–Partido da Terra e Partido Social Democrata–Nós, Cidadãos!                                                  | 3 722   | 1,75 / 100,00   | 1,40 | 0 / 21      | Estável | 2 / 133    | 1       |
|                         | Grupos de cidadãos eleitores                                                                                               | 3 144   | 1,48 / 100,00   | 5,72 | 0 / 21      | Estável | 1 / 133    | 7       |
|                         | Coligação CDS – Partido Popular–Nós, Cidadãos!                                                                             | 647     | 0,30 / 100,00   | Novo | 0 / 21      | Novo    | 0 / 133    | Novo    |
|                         | Partido Trabalhista Português                                                                                              | 333     | 0,16 / 100,00   | -    | 0 / 21      | -       | 0 / 133    | -       |
|                         | Partido Nacional Renovador                                                                                                 | 162     | 0,08 / 100,00   | -    | 0 / 21      | -       | 0 / 133    | -       |
| Votos inválidos         | Votos inválidos | 11 850  | 5,58 / 100,00   | 1,80 |             |         |            |         |
| Total                   | Total | 212 210 | 100,00 / 100,00 |      | 21 / 21     |         | 133 / 133  |         |
| Eleitorado/Participação | Eleitorado/Participação | 386 154 | 54,95 / 100,00  | 1,27 |             |         |            |         |

### Distrito de Setúbal
| Partido                 | Partido | Votos   | %               | +/-  | Presidentes | +/-     | Vereadores | +/-     |
| ----------------------- | --- | ------- | --------------- | ---- | ----------- | ------- | ---------- | ------- |
|                         | CDU – Coligação Democrática Unitária                                                                                        | 123 508 | 37,07 / 100,00  | 4,42 | 8 / 13      | 3       | 49 / 109   | 7       |
|                         | Partido Socialista | 105 025 | 31,52 / 100,00  | 5,45 | 5 / 13      | 3       | 42 / 109   | 6       |
|                         | Partido Social Democrata | 25 808  | 7,75 / 100,00   | 0,68 | 0 / 13      | Estável | 5 / 109    | 2       |
|                         | Bloco de Esquerda | 22 922  | 6,88 / 100,00   | 1,37 | 0 / 13      | Estável | 3 / 109    | 1       |
|                         | Coligações Partido Social Democrata–CDS – Partido Popular e Partido Social Democrata–CDS – Partido Popular–Partido da Terra | 14 764  | 4,43 / 100,00   | 1,48 | 0 / 13      | Estável | 7 / 109    | 4       |
|                         | Pessoas–Animais–Natureza | 8 611   | 2,58 / 100,00   | 1,40 | 0 / 13      | Estável | 0 / 109    | Estável |
|                         | Grupos de cidadãos eleitores                                                                                                | 5 629   | 1,69 / 100,00   | 0,28 | 0 / 13      | Estável | 3 / 109    | 1       |
|                         | CDS – Partido Popular | 5 478   | 1,64 / 100,00   | 0,28 | 0 / 13      | Estável | 0 / 109    | 1       |
|                         | Partido Comunista dos Trabalhadores Portugueses                                                                             | 3 683   | 1,11 / 100,00   | 0,59 | 0 / 13      | Estável | 0 / 109    | Estável |
|                         | Partido Trabalhista Português                                                                                               | 783     | 0,24 / 100,00   | 0,32 | 0 / 13      | Estável | 0 / 109    | Estável |
|                         | Partido Nacional Renovador                                                                                                  | 719     | 0,22 / 100,00   | -    | 0 / 13      | -       | 0 / 109    | -       |
|                         | Coligação CDS – Partido Popular–Partido Popular Monárquico–Partido da Terra                                                 | 174     | 0,05 / 100,00   | -    | 0 / 13      | -       | 0 / 109    | -       |
| Votos inválidos         | Votos inválidos | 16 060  | 4,83 / 100,00   | 3,40 |             |         |            |         |
| Total                   | Total | 333 164 | 100,00 / 100,00 |      | 13 / 13     |         | 109 / 109  |         |
| Eleitorado/Participação | Eleitorado/Participação | 731 365 | 45,55 / 100,00  | 3,88 |             |         |            |         |

### Distrito de Viana do Castelo
| Partido                 | Partido                                                    | Votos   | %               | +/-  | Presidentes | +/-     | Vereadores | +/-     |
| ----------------------- | ---------------------------------------------------------- | ------- | --------------- | ---- | ----------- | ------- | ---------- | ------- |
|                         | Partido Socialista                                         | 54 186  | 37,31 / 100,00  | 0,19 | 4 / 10      | 2       | 31 / 68    | 1       |
|                         | Partido Social Democrata                                   | 42 464  | 29,24 / 100,00  | 1,76 | 4 / 10      | 2       | 24 / 68    | 1       |
|                         | CDS – Partido Popular                                      | 16 470  | 11,34 / 100,00  | 1,59 | 1 / 10      | Estável | 5 / 68     | 2       |
|                         | Grupos de cidadãos eleitores                               | 12 015  | 8,27 / 100,00   | 3,12 | 1 / 10      | Estável | 5 / 68     | Estável |
|                         | CDU – Coligação Democrática Unitária                       | 6 416   | 4,42 / 100,00   | 1,04 | 0 / 10      | Estável | 1 / 68     | Estável |
|                         | Coligação CDS – Partido Popular–Partido Popular Monárquico | 2 664   | 1,83 / 100,00   | 0,48 | 0 / 10      | Estável | 0 / 68     | Estável |
|                         | Bloco de Esquerda                                          | 2 502   | 1,72 / 100,00   | -    | 0 / 10      | -       | 0 / 68     | -       |
|                         | Coligação Partido Social Democrata–CDS – Partido Popular   | 1 648   | 1,13 / 100,00   | -    | 0 / 10      | -       | 2 / 68     | -       |
|                         | Partido Democrático Republicano                            | 172     | 0,12 / 100,00   | Novo | 0 / 10      | Novo    | 0 / 68     | Novo    |
|                         | Partido Popular Monárquico                                 | 142     | 0,10 / 100,00   | -    | 0 / 10      | -       | 0 / 68     | -       |
| Votos inválidos         | Votos inválidos                                            | 6 569   | 4,52 / 100,00   | 1,14 |             |         |            |         |
| Total                   | Total                                                      | 145 248 | 100,00 / 100,00 |      | 10 / 10     |         | 68 / 68    |         |
| Eleitorado/Participação | Eleitorado/Participação                                    | 247 104 | 58,78 / 100,00  | 1,46 |             |         |            |         |

### Distrito de Vila Real
| Partido                 | Partido                                                  | Votos   | %               | +/-  | Presidentes | +/-     | Vereadores | +/-     |
| ----------------------- | -------------------------------------------------------- | ------- | --------------- | ---- | ----------- | ------- | ---------- | ------- |
|                         | Partido Socialista                                       | 64 544  | 49,04 / 100,00  | 8,28 | 9 / 14      | 1       | 46 / 86    | 4       |
|                         | Partido Social Democrata                                 | 46 429  | 35,27 / 100,00  | 4,95 | 4 / 14      | 2       | 33 / 86    | 4       |
|                         | Coligação Partido Social Democrata–CDS – Partido Popular | 5 951   | 4,52 / 100,00   | 0,99 | 1 / 14      | 1       | 6 / 86     | 2       |
|                         | CDS – Partido Popular                                    | 4 189   | 3,18 / 100,00   | 0,61 | 0 / 14      | Estável | 1 / 86     | 1       |
|                         | CDU – Coligação Democrática Unitária                     | 3 365   | 2,56 / 100,00   | 0,59 | 0 / 14      | Estável | 0 / 86     | Estável |
|                         | Bloco de Esquerda                                        | 1 948   | 1,48 / 100,00   | 1,03 | 0 / 14      | Estável | 0 / 86     | Estável |
| Votos inválidos         | Votos inválidos                                          | 5 196   | 3,95 / 100,00   | 0,96 |             |         |            |         |
| Total                   | Total                                                    | 131 622 | 100,00 / 100,00 |      | 14 / 14     |         | 86 / 86    |         |
| Eleitorado/Participação | Eleitorado/Participação                                  | 225 067 | 58,48 / 100,00  | 0,48 |             |         |            |         |

### Distrito de Viseu
| Partido                 | Partido | Votos   | %               | +/-  | Presidentes | +/-     | Vereadores | +/-     |
| ----------------------- | --- | ------- | --------------- | ---- | ----------- | ------- | ---------- | ------- |
|                         | Partido Socialista | 81 746  | 38,15 / 100,00  | 1,20 | 11 / 24     | Estável | 66 / 146   | 4       |
|                         | Partido Social Democrata | 73 241  | 34,18 / 100,00  | 4,58 | 9 / 24      | 1       | 50 / 146   | 2       |
|                         | Coligações Partido Social Democrata–CDS – Partido Popular e Partido Social Democrata–CDS – Partido Popular–Partido Popular Monárquico–Partido da Terra | 15 999  | 7,47 / 100,00   | 7,79 | 2 / 24      | 1       | 15 / 146   | 11      |
|                         | CDS – Partido Popular | 8 497   | 3,97 / 100,00   | 0,51 | 0 / 24      | Estável | 3 / 146    | 1       |
|                         | Grupos de cidadãos eleitores | 6 983   | 3,26 / 100,00   | 2,15 | 1 / 24      | 1       | 6 / 146    | 4       |
|                         | CDU – Coligação Democrática Unitária | 5 867   | 2,74 / 100,00   | 0,01 | 0 / 24      | Estável | 0 / 146    | Estável |
|                         | Coligação CDS – Partido Popular–Partido Popular Monárquico                                                                                             | 5 045   | 2,35 / 100,00   | -    | 0 / 24      | -       | 3 / 146    | -       |
|                         | Nós, Cidadãos! | 2 869   | 1,34 / 100,00   | Novo | 1 / 24      | Novo    | 3 / 146    | Novo    |
|                         | Bloco de Esquerda | 2 789   | 1,30 / 100,00   | 0,09 | 0 / 24      | Estável | 0 / 146    | Estável |
|                         | Pessoas–Animais–Natureza | 1 043   | 0,49 / 100,00   | -    | 0 / 24      | -       | 0 / 146    | -       |
|                         | Partido Unido dos Reformados e Pensionistas | 73      | 0,03 / 100,00   | Novo | 0 / 24      | Novo    | 0 / 146    | Novo    |
| Votos inválidos         | Votos inválidos | 10 097  | 4,72 / 100,00   | 1,41 |             |         |            |         |
| Total                   | Total | 214 249 | 100,00 / 100,00 |      | 24 / 24     |         | 146 / 146  | 6       |
| Eleitorado/Participação | Eleitorado/Participação | 360 596 | 59,42 / 100,00  | 2,39 |             |         |            |         |

## Presidentes eleitos

### Região Autónoma dos Açores
| Concelho               | Partido | Partido                                                                    | Presidente            | %           | Vereadores |
| ---------------------- | ------- | -------------------------------------------------------------------------- | --------------------- | ----------- | ---------- |
| Angra do Heroísmo      |         | Partido Socialista                                                         | Álamo Meneses         | 54,23 / 100 | 5 / 7      |
| Calheta                |         | Grupo de cidadãos eleitores Independentes, Dar Vida ao Concelho "CCalheta" | Décio Pereira         | 62,55 / 100 | 4 / 5      |
| Corvo                  |         | Partido Socialista                                                         | José Manuel Silva     | 61,89 / 100 | 4 / 5      |
| Horta                  |         | Partido Socialista                                                         | José Leonardo Silva   | 47,08 / 100 | 4 / 7      |
| Lagoa                  |         | Partido Socialista                                                         | Cristina Calisto      | 70,17 / 100 | 5 / 7      |
| Lajes das Flores       |         | Partido Socialista                                                         | Luís Maciel           | 63,77 / 100 | 4 / 5      |
| Lajes do Pico          |         | Partido Socialista                                                         | Roberto Silva         | 51,06 / 100 | 3 / 5      |
| Madalena               |         | Partido Social Democrata                                                   | José António Soares   | 58,44 / 100 | 3 / 5      |
| Nordeste               |         | Partido Social Democrata                                                   | António Miguel Soares | 59,58 / 100 | 3 / 5      |
| Ponta Delgada          |         | Partido Social Democrata                                                   | José Manuel Bolieiro  | 51,28 / 100 | 5 / 9      |
| Povoação               |         | Partido Socialista                                                         | Pedro Melo            | 76,91 / 100 | 4 / 5      |
| Praia da Vitória       |         | Partido Socialista                                                         | Tibério Dinis         | 55,65 / 100 | 5 / 7      |
| Ribeira Grande         |         | Partido Social Democrata                                                   | Alexandre Gaudêncio   | 66,96 / 100 | 5 / 7      |
| Santa Cruz da Graciosa |         | Partido Socialista                                                         | Manuel Avelar         | 49,29 / 100 | 3 / 5      |
| Santa Cruz das Flores  |         | Partido Socialista                                                         | José Carlos Mendes    | 59,47 / 100 | 3 / 5      |
| São Roque do Pico      |         | Partido Socialista                                                         | Mark Silveira         | 58,48 / 100 | 3 / 5      |
| Velas                  |         | CDS – Partido Popular                                                      | Luís Silveira         | 53,62 / 100 | 3 / 5      |
| Vila do Porto          |         | Partido Social Democrata                                                   | Carlos Rodrigues      | 68,43 / 100 | 4 / 5      |
| Vila Franca do Campo   |         | Partido Socialista                                                         | Ricardo Rodrigues     | 54,24 / 100 | 4 / 7      |

### Distrito de Aveiro
Dados disponibilidados pelo MAI em mai.gov.pt
| Concelho             | Partido | Partido                                                                             | Presidente              | %           | Vereadores |
| -------------------- | ------- | ----------------------------------------------------------------------------------- | ----------------------- | ----------- | ---------- |
| Águeda               |         | Grupo de cidadãos eleitores Juntos Movimento Independente                           | Jorge Almeida           | 44,16 / 100 | 4 / 7      |
| Albergaria-a-Velha   |         | CDS – Partido Popular                                                               | António Loureiro Santos | 60,61 / 100 | 5 / 7      |
| Anadia               |         | Grupo de cidadãos eleitores MIAP – Movimento Independente Anadia Primeiro           | Teresa Belém Cardoso    | 56,36 / 100 | 5 / 7      |
| Arouca               |         | Partido Socialista                                                                  | Margarida Belém         | 55,20 / 100 | 4 / 7      |
| Aveiro               |         | Coligação Partido Social Democrata–CDS – Partido Popular–Partido Popular Monárquico | José Ribau Esteves      | 48,52 / 100 | 6 / 9      |
| Castelo de Paiva     |         | Partido Socialista                                                                  | Gonçalo Rocha           | 56,82 / 100 | 4 / 7      |
| Espinho              |         | Partido Social Democrata                                                            | Joaquim Pinto Moreira   | 40,63 / 100 | 4 / 7      |
| Estarreja            |         | Coligação Partido Social Democrata–CDS – Partido Popular                            | Diamantino Sabina       | 58,20 / 100 | 5 / 7      |
| Ílhavo               |         | Partido Social Democrata                                                            | Fernando Caçoilo        | 46,66 / 100 | 4 / 7      |
| Mealhada             |         | Partido Socialista                                                                  | Rui Marqueiro           | 47,58 / 100 | 4 / 7      |
| Murtosa              |         | Partido Social Democrata                                                            | Joaquim Batista         | 72,35 / 100 | 4 / 5      |
| Oliveira de Azeméis  |         | Partido Socialista                                                                  | Joaquim Jorge           | 50,42 / 100 | 5 / 9      |
| Oliveira do Bairro   |         | CDS – Partido Popular                                                               | Duarte Novo             | 41,50 / 100 | 3 / 7      |
| Ovar                 |         | Partido Social Democrata                                                            | Salvador Malheiro       | 65,05 / 100 | 7 / 9      |
| Santa Maria da Feira |         | Partido Social Democrata                                                            | Emídio Sousa            | 50,48 / 100 | 7 / 11     |
| São João da Madeira  |         | Partido Socialista                                                                  | Jorge Sequeira          | 55,37 / 100 | 5 / 7      |
| Sever do Vouga       |         | Partido Socialista                                                                  | António Coutinho        | 46,89 / 100 | 4 / 7      |
| Vagos                |         | Partido Social Democrata                                                            | Silvério Regalado       | 68,60 / 100 | 6 / 7      |
| Vale de Cambra       |         | CDS – Partido Popular                                                               | José Pinheiro           | 65,40 / 100 | 5 / 7      |

### Distrito de Beja
Dados disponibilidados pelo MAI em mai.gov.pt
| Concelho             | Partido | Partido                              | Presidente             | %           | Vereadores |
| -------------------- | ------- | ------------------------------------ | ---------------------- | ----------- | ---------- |
| Aljustrel            |         | Partido Socialista                   | Nelson Brito           | 58,93 / 100 | 3 / 5      |
| Almodôvar            |         | Partido Socialista                   | António Bota           | 66,02 / 100 | 4 / 5      |
| Alvito               |         | CDU – Coligação Democrática Unitária | António João Valério   | 51,58 / 100 | 3 / 5      |
| Barrancos            |         | Partido Socialista                   | João Serranito Nunes   | 44,62 / 100 | 3 / 5      |
| Beja                 |         | Partido Socialista                   | Paulo Arsénio          | 46,25 / 100 | 4 / 7      |
| Castro Verde         |         | Partido Socialista                   | António José Brito     | 50,86 / 100 | 3 / 5      |
| Cuba                 |         | CDU – Coligação Democrática Unitária | João Português         | 51,06 / 100 | 3 / 5      |
| Ferreira do Alentejo |         | Partido Socialista                   | Luís Pita Ameixa       | 67,96 / 100 | 4 / 5      |
| Mértola              |         | Partido Socialista                   | Jorge Rosa             | 53,65 / 100 | 3 / 5      |
| Moura                |         | Partido Socialista                   | Álvaro Azedo           | 48,34 / 100 | 4 / 7      |
| Odemira              |         | Partido Socialista                   | José Alberto Guerreiro | 55,69 / 100 | 5 / 7      |
| Ourique              |         | Partido Socialista                   | Marcelo Guerreiro      | 62,31 / 100 | 4 / 5      |
| Serpa                |         | CDU – Coligação Democrática Unitária | Tomé Pires             | 49,04 / 100 | 4 / 7      |
| Vidigueira           |         | CDU – Coligação Democrática Unitária | Rui Raposo             | 44,66 / 100 | 2 / 5      |

### Distrito de Braga
Dados disponibilidados pelo MAI em mai.gov.pt
| Concelho               | Partido | Partido                                                                             | Presidente           | %           | Vereadores |
| ---------------------- | ------- | ----------------------------------------------------------------------------------- | -------------------- | ----------- | ---------- |
| Amares                 |         | Coligação Partido Social Democrata–CDS – Partido Popular                            | Manuel Moreira       | 58,65 / 100 | 5 / 7      |
| Barcelos               |         | Partido Socialista                                                                  | Miguel Costa Gomes   | 41,19 / 100 | 5 / 11     |
| Braga                  |         | Coligação Partido Social Democrata–CDS – Partido Popular–Partido Popular Monárquico | Ricardo Rio          | 52,05 / 100 | 7 / 11     |
| Cabeceiras de Basto    |         | Partido Socialista                                                                  | Francisco Alves      | 50,39 / 100 | 4 / 7      |
| Celorico de Basto      |         | Partido Social Democrata                                                            | Joaquim Mota e Silva | 46,86 / 100 | 4 / 7      |
| Esposende              |         | Partido Social Democrata                                                            | Benjamim Pereira     | 60,45 / 100 | 6 / 7      |
| Fafe                   |         | Partido Socialista                                                                  | Raul Cunha           | 37,25 / 100 | 4 / 9      |
| Guimarães              |         | Partido Socialista                                                                  | Domingos Bragança    | 51,52 / 100 | 6 / 11     |
| Póvoa de Lanhoso       |         | Partido Social Democrata                                                            | Avelino Silva        | 43,52 / 100 | 4 / 7      |
| Terras de Bouro        |         | Partido Social Democrata                                                            | Manuel Tibo          | 35,07 / 100 | 2 / 5      |
| Vieira do Minho        |         | Coligação Partido Social Democrata–CDS – Partido Popular                            | António Cardoso      | 62,85 / 100 | 5 / 7      |
| Vila Nova de Famalicão |         | Coligação Partido Social Democrata–CDS – Partido Popular                            | Paulo Cunha          | 67,36 / 100 | 8 / 11     |
| Vila Verde             |         | Partido Social Democrata                                                            | António Vilela       | 51,97 / 100 | 4 / 7      |
| Vizela                 |         | Grupo de cidadãos eleitores Vizela Sempre – Vitor Hugo Salgado – Independentes      | Vitor Hugo Salgado   | 38,79 / 100 | 3 / 7      |

### Distrito de Bragança
Dados disponibilidados pelo MAI em mai.gov.pt
| Concelho                 | Partido | Partido                                                  | Presidente           | %           | Vereadores |
| ------------------------ | ------- | -------------------------------------------------------- | -------------------- | ----------- | ---------- |
| Alfândega da Fé          |         | Partido Socialista                                       | Berta Nunes          | 49,72 / 100 | 3 / 5      |
| Bragança                 |         | Partido Social Democrata                                 | Hernâni Dias         | 56,84 / 100 | 5 / 7      |
| Carrazeda de Ansiães     |         | Partido Social Democrata                                 | João Gonçalves       | 48,40 / 100 | 3 / 5      |
| Freixo de Espada à Cinta |         | Partido Social Democrata                                 | Maria do Céu Quintas | 49,28 / 100 | 3 / 5      |
| Macedo de Cavaleiros     |         | Partido Socialista                                       | Benjamim Rodrigues   | 49,29 / 100 | 4 / 7      |
| Miranda do Douro         |         | Partido Socialista                                       | Artur Nunes          | 49,46 / 100 | 3 / 5      |
| Mirandela                |         | Partido Socialista                                       | Júlia Rodrigues      | 47,59 / 100 | 4 / 7      |
| Mogadouro                |         | Partido Socialista                                       | Francisco Guimarães  | 51,10 / 100 | 4 / 7      |
| Torre de Moncorvo        |         | Coligação Partido Social Democrata–CDS – Partido Popular | Nuno Gonçalves       | 56,69 / 100 | 3 / 5      |
| Vila Flor                |         | Partido Socialista                                       | Fernando Barros      | 47,59 / 100 | 3 / 5      |
| Vimioso                  |         | Partido Social Democrata                                 | Jorge Fidalgo        | 57,27 / 100 | 3 / 5      |
| Vinhais                  |         | Partido Socialista                                       | Luís Fernandes       | 48,64 / 100 | 4 / 7      |

### Distrito de Castelo Branco
Dados disponibilidados pelo MAI em mai.gov.pt
| Concelho            | Partido | Partido                  | Presidente          | %           | Vereadores |
| ------------------- | ------- | ------------------------ | ------------------- | ----------- | ---------- |
| Belmonte            |         | Partido Socialista       | António Dias Rocha  | 56,69 / 100 | 3 / 5      |
| Castelo Branco      |         | Partido Socialista       | Luís Correia        | 58,75 / 100 | 5 / 7      |
| Covilhã             |         | Partido Socialista       | Vítor Pereira       | 46,41 / 100 | 5 / 7      |
| Fundão              |         | Partido Social Democrata | Paulo Fernandes     | 55,17 / 100 | 5 / 7      |
| Idanha-a-Nova       |         | Partido Socialista       | Armindo Jacinto     | 61,81 / 100 | 4 / 5      |
| Oleiros             |         | Partido Social Democrata | Fernando Jorge      | 58,39 / 100 | 3 / 5      |
| Penamacor           |         | Partido Socialista       | António Luís Beites | 65,41 / 100 | 4 / 5      |
| Proença-a-Nova      |         | Partido Socialista       | João Lobo           | 74,28 / 100 | 4 / 5      |
| Sertã               |         | Partido Social Democrata | José Farinha Nunes  | 58,43 / 100 | 5 / 7      |
| Vila de Rei         |         | Partido Social Democrata | Ricardo Aires       | 59,70 / 100 | 4 / 5      |
| Vila Velha de Ródão |         | Partido Socialista       | Luís Pereira        | 69,29 / 100 | 4 / 5      |

### Distrito de Coimbra
Dados disponibilidados pelo MAI em mai.gov.pt
| Concelho             | Partido | Partido                  | Presidente              | %           | Vereadores |
| -------------------- | ------- | ------------------------ | ----------------------- | ----------- | ---------- |
| Arganil              |         | Partido Social Democrata | Luís Paulo Costa        | 47,71 / 100 | 4 / 7      |
| Cantanhede           |         | Partido Social Democrata | Helena Teodósio         | 61,27 / 100 | 5 / 7      |
| Coimbra              |         | Partido Socialista       | Manuel Machado          | 35,46 / 100 | 5 / 11     |
| Condeixa-a-Nova      |         | Partido Socialista       | Nuno Moita              | 57,18 / 100 | 5 / 7      |
| Figueira da Foz      |         | Partido Socialista       | João Ataíde             | 50,06 / 100 | 6 / 9      |
| Góis                 |         | Partido Socialista       | Lurdes Castanheira      | 36,06 / 100 | 2 / 5      |
| Lousã                |         | Partido Socialista       | Luís Antunes            | 65,85 / 100 | 6 / 7      |
| Mira                 |         | Partido Social Democrata | Raul Almeida            | 60,25 / 100 | 5 / 7      |
| Miranda do Corvo     |         | Partido Socialista       | Miguel Baptista         | 51,01 / 100 | 4 / 7      |
| Montemor-o-Velho     |         | Partido Socialista       | Emílio Torrão           | 51,21 / 100 | 4 / 7      |
| Oliveira do Hospital |         | Partido Socialista       | José Carlos Alexandrino | 68,99 / 100 | 6 / 7      |
| Pampilhosa da Serra  |         | Partido Social Democrata | José Brito              | 78,58 / 100 | 5 / 5      |
| Penacova             |         | Partido Socialista       | Humberto Oliveira       | 54,75 / 100 | 4 / 7      |
| Penela               |         | Partido Social Democrata | Luís Matias             | 63,39 / 100 | 4 / 5      |
| Soure                |         | Partido Socialista       | Mário Jorge Nunes       | 59,61 / 100 | 5 / 7      |
| Tábua                |         | Partido Socialista       | Mário Loureiro          | 53,61 / 100 | 4 / 7      |
| Vila Nova de Poiares |         | Partido Socialista       | João Miguel Henriques   | 68,23 / 100 | 4 / 5      |

### Distrito de Évora
Dados disponibilidados pelo MAI em mai.gov.pt
| Concelho              | Partido | Partido                                                                | Presidente                  | %           | Vereadores |
| --------------------- | ------- | ---------------------------------------------------------------------- | --------------------------- | ----------- | ---------- |
| Alandroal             |         | Partido Socialista                                                     | João Grilo                  | 34,85 / 100 | 2 / 5      |
| Arraiolos             |         | CDU – Coligação Democrática Unitária                                   | Sílvia Pinto                | 58,99 / 100 | 4 / 5      |
| Borba                 |         | Grupo de cidadãos eleitores Movimento Unidos por Borba                 | António Anselmo             | 47,80 / 100 | 3 / 5      |
| Estremoz              |         | Grupo de cidadãos eleitores Movimento Independente por Estremoz        | Luís Mourinha               | 48,25 / 100 | 4 / 7      |
| Évora                 |         | CDU – Coligação Democrática Unitária                                   | Carlos Pinto de Sá          | 40,52 / 100 | 4 / 7      |
| Montemor-o-Novo       |         | CDU – Coligação Democrática Unitária                                   | Hortênsia Menino            | 43,62 / 100 | 4 / 7      |
| Mora                  |         | CDU – Coligação Democrática Unitária                                   | Luís Simão                  | 62,90 / 100 | 4 / 5      |
| Mourão                |         | Partido Socialista                                                     | Maria Clara Safara          | 45,49 / 100 | 3 / 5      |
| Portel                |         | Partido Socialista                                                     | José Manuel Grilo           | 63,74 / 100 | 4 / 5      |
| Redondo               |         | Grupo de cidadãos eleitores Movimento Independente Concelho de Redondo | António Recto               | 36,01 / 100 | 2 / 5      |
| Reguengos de Monsaraz |         | Partido Socialista                                                     | José Calixto                | 63,11 / 100 | 4 / 5      |
| Vendas Novas          |         | Partido Socialista                                                     | Luís Dias                   | 61,09 / 100 | 5 / 7      |
| Viana do Alentejo     |         | Partido Socialista                                                     | Bernardino Bengalinha Pinto | 52,01 / 100 | 3 / 5      |
| Vila Viçosa           |         | CDU – Coligação Democrática Unitária                                   | Manuel Condenado            | 36,73 / 100 | 2 / 5      |

### Distrito de Faro
Dados disponibilidados pelo MAI em mai.gov.pt
| Concelho                   | Partido | Partido                                                                                              | Presidente           | %           | Vereadores |
| -------------------------- | ------- | --- | -------------------- | ----------- | ---------- |
| Albufeira                  |         | Partido Social Democrata                                                                             | Carlos Silva e Sousa | 42,55 / 100 | 4 / 7      |
| Alcoutim                   |         | Partido Socialista                                                                                   | Osvaldo Gonçalves    | 66,11 / 100 | 4 / 5      |
| Aljezur                    |         | Partido Socialista                                                                                   | José Amarelinho      | 58,63 / 100 | 3 / 5      |
| Castro Marim               |         | Coligação Partido Social Democrata–CDS – Partido Popular                                             | Francisco Amaral     | 37,13 / 100 | 2 / 5      |
| Faro                       |         | Coligação Partido Social Democrata–CDS – Partido Popular–Partido da Terra–Partido Popular Monárquico | Rogério Bacalhau     | 43,94 / 100 | 5 / 9      |
| Lagoa                      |         | Partido Socialista                                                                                   | Francisco Martins    | 61,00 / 100 | 5 / 7      |
| Lagos                      |         | Partido Socialista                                                                                   | Joaquina Matos       | 52,98 / 100 | 5 / 7      |
| Loulé                      |         | Partido Socialista                                                                                   | Vítor Aleixo         | 65,90 / 100 | 7 / 9      |
| Monchique                  |         | Partido Social Democrata                                                                             | Rui André            | 43,50 / 100 | 3 / 5      |
| Olhão                      |         | Partido Socialista                                                                                   | António Pina         | 51,75 / 100 | 5 / 7      |
| Portimão                   |         | Partido Socialista                                                                                   | Isilda Gomes         | 44,56 / 100 | 4 / 7      |
| São Brás de Alportel       |         | Partido Socialista                                                                                   | Vítor Guerreira      | 61,80 / 100 | 4 / 5      |
| Silves                     |         | CDU – Coligação Democrática Unitária                                                                 | Rosa Palma           | 52,65 / 100 | 4 / 7      |
| Tavira                     |         | Partido Socialista                                                                                   | Jorge Botelho        | 58,35 / 100 | 5 / 7      |
| Vila do Bispo              |         | Partido Socialista                                                                                   | Adelino Soares       | 54,94 / 100 | 4 / 5      |
| Vila Real de Santo António |         | Partido Social Democrata                                                                             | Conceição Cabrita    | 44,95 / 100 | 4 / 7      |

### Distrito da Guarda
Dados disponibilidados pelo MAI em mai.gov.pt
| Concelho                    | Partido | Partido                                                                    | Presidente            | %           | Vereadores |
| --------------------------- | ------- | -------------------------------------------------------------------------- | --------------------- | ----------- | ---------- |
| Aguiar da Beira             |         | Grupo de cidadãos eleitores Movimento Independente Unidos pela Nossa Terra | Joaquim Bonifácio     | 49,92 / 100 | 3 / 5      |
| Almeida                     |         | Partido Social Democrata                                                   | António José Machado  | 53,80 / 100 | 4 / 5      |
| Celorico da Beira           |         | Partido Social Democrata                                                   | Carlos Ascensão       | 40,70 / 100 | 2 / 5      |
| Figueira de Castelo Rodrigo |         | Partido Socialista                                                         | Paulo Langrouva       | 52,89 / 100 | 3 / 5      |
| Fornos de Algodres          |         | Partido Socialista                                                         | Manuel Fonseca        | 60,24 / 100 | 4 / 5      |
| Gouveia                     |         | Partido Social Democrata                                                   | Luís Tadeu            | 53,79 / 100 | 5 / 7      |
| Guarda                      |         | Partido Social Democrata                                                   | Álvaro Amaro          | 61,20 / 100 | 5 / 7      |
| Manteigas                   |         | Partido Socialista                                                         | Esmeraldo Carvalhinho | 39,75 / 100 | 2 / 5      |
| Mêda                        |         | Partido Socialista                                                         | Anselmo Sousa         | 40,08 / 100 | 2 / 5      |
| Pinhel                      |         | Partido Social Democrata                                                   | Rui Ventura           | 64,24 / 100 | 4 / 5      |
| Sabugal                     |         | Partido Social Democrata                                                   | António Robalo        | 51,47 / 100 | 4 / 7      |
| Seia                        |         | Partido Socialista                                                         | Carlos Filipe Camelo  | 52,35 / 100 | 5 / 7      |
| Trancoso                    |         | Partido Socialista                                                         | Amílcar Salvador      | 56,21 / 100 | 3 / 5      |
| Vila Nova de Foz Coa        |         | Partido Social Democrata                                                   | Gustavo Duarte        | 50,46 / 100 | 3 / 5      |

### Distrito de Leiria
Dados disponibilidados pelo MAI em mai.gov.pt
| Concelho            | Partido | Partido                                                          | Presidente              | %           | Vereadores |
| ------------------- | ------- | ---------------------------------------------------------------- | ----------------------- | ----------- | ---------- |
| Alcobaça            |         | Partido Social Democrata                                         | Paulo Inácio            | 43,98 / 100 | 4 / 7      |
| Alvaiázere          |         | Partido Social Democrata                                         | Célia Marques           | 50,41 / 100 | 3 / 5      |
| Ansião              |         | Partido Socialista                                               | António Domingues       | 49,68 / 100 | 4 / 7      |
| Batalha             |         | Partido Social Democrata                                         | Paulo Batista Santos    | 53,80 / 100 | 5 / 7      |
| Bombarral           |         | Partido Socialista                                               | Ricardo Fernandes       | 48,94 / 100 | 4 / 7      |
| Caldas da Rainha    |         | Partido Social Democrata                                         | Fernando Tinta Ferreira | 52,23 / 100 | 5 / 7      |
| Castanheira de Pera |         | Partido Social Democrata                                         | Alda Correia            | 47,54 / 100 | 3 / 5      |
| Figueiró dos Vinhos |         | Partido Socialista                                               | Jorge Abreu             | 46,59 / 100 | 3 / 5      |
| Leiria              |         | Partido Socialista                                               | Raul Castro             | 54,46 / 100 | 8 / 11     |
| Marinha Grande      |         | Partido Socialista                                               | Cidália Ferreira        | 29,36 / 100 | 3 / 7      |
| Nazaré              |         | Partido Socialista                                               | Walter Chicharro        | 56,61 / 100 | 5 / 7      |
| Óbidos              |         | Partido Social Democrata                                         | Humberto Marques        | 48,59 / 100 | 4 / 7      |
| Pedrógão Grande     |         | Partido Socialista                                               | Valdemar Alves          | 55,78 / 100 | 3 / 5      |
| Peniche             |         | Grupo de cidadãos eleitores Grupo Cidadãos Eleitores por Peniche | Henrique Bertino        | 31,00 / 100 | 3 / 7      |
| Pombal              |         | Partido Social Democrata                                         | Diogo Mateus            | 46,33 / 100 | 5 / 9      |
| Porto de Mós        |         | Partido Social Democrata                                         | Jorge Vala              | 36,96 / 100 | 3 / 7      |

### Distrito de Lisboa
Dados disponibilidados pelo MAI em mai.gov.pt
| Concelho               | Partido | Partido                                                       | Presidente            | %           | Vereadores |
| ---------------------- | ------- | ------------------------------------------------------------- | --------------------- | ----------- | ---------- |
| Alenquer               |         | Partido Socialista                                            | Pedro Folgado         | 53,44 / 100 | 4 / 7      |
| Amadora                |         | Partido Socialista                                            | Carla Tavares         | 47,97 / 100 | 7 / 11     |
| Arruda dos Vinhos      |         | Partido Socialista                                            | André Rijo            | 71,32 / 100 | 6 / 7      |
| Azambuja               |         | Partido Socialista                                            | Luís de Sousa         | 41,67 / 100 | 4 / 7      |
| Cadaval                |         | Partido Social Democrata                                      | José Bernardo Nunes   | 61,05 / 100 | 5 / 7      |
| Cascais                |         | Coligação Partido Social Democrata–CDS – Partido Popular      | Carlos Carreiras      | 45,94 / 100 | 6 / 11     |
| Lisboa                 |         | Partido Socialista                                            | Fernando Medina       | 42,00 / 100 | 8 / 17     |
| Loures                 |         | CDU – Coligação Democrática Unitária                          | Bernardino Soares     | 32,76 / 100 | 4 / 11     |
| Lourinhã               |         | Partido Socialista                                            | João Duarte Carvalho  | 47,58 / 100 | 4 / 7      |
| Mafra                  |         | Partido Social Democrata                                      | Hélder Sousa Silva    | 56,79 / 100 | 7 / 9      |
| Odivelas               |         | Partido Socialista                                            | Hugo Martins          | 45,08 / 100 | 6 / 11     |
| Oeiras                 |         | Grupo de cidadãos eleitores Isaltino – Inovar Oeiras de Volta | Isaltino Morais       | 41,65 / 100 | 6 / 11     |
| Sintra                 |         | Partido Socialista                                            | Basílio Horta         | 43,05 / 100 | 6 / 11     |
| Sobral de Monte Agraço |         | CDU – Coligação Democrática Unitária                          | José Alberto Quintino | 50,36 / 100 | 3 / 5      |
| Torres Vedras          |         | Partido Socialista                                            | Carlos Bernardes      | 51,06 / 100 | 6 / 9      |
| Vila Franca de Xira    |         | Partido Socialista                                            | Alberto Mesquita      | 39,06 / 100 | 5 / 11     |

### Região Autónoma da Madeira
| Concelho        | Partido | Partido | Presidente          | %           | Vereadores |
| --------------- | ------- | --- | ------------------- | ----------- | ---------- |
| Calheta         |         | Partido Social Democrata                                                                                       | Carlos Teles        | 65,45 / 100 | 5 / 7      |
| Câmara de Lobos |         | Partido Social Democrata                                                                                       | Pedro Coelho        | 62,52 / 100 | 5 / 7      |
| Funchal         |         | Coligação Partido Socialista–Bloco de Esquerda–Juntos pelo Povo–Partido Democrático Republicano–Nós, Cidadãos! | Paulo Cafôfo        | 42,05 / 100 | 6 / 11     |
| Machico         |         | Partido Socialista                                                                                             | Ricardo Franco      | 58,61 / 100 | 5 / 7      |
| Ponta do Sol    |         | Partido Socialista                                                                                             | Célia Pessegueiro   | 39,64 / 100 | 2 / 5      |
| Porto Moniz     |         | Partido Socialista                                                                                             | Emanuel Câmara      | 65,36 / 100 | 4 / 5      |
| Porto Santo     |         | Partido Social Democrata                                                                                       | Idalino Vasconcelos | 37,94 / 100 | 2 / 5      |
| Ribeira Brava   |         | Grupo de cidadãos eleitores Ribeira Brava em Primeiro                                                          | Ricardo Nascimento  | 51,79 / 100 | 4 / 7      |
| Santa Cruz      |         | Juntos pelo Povo                                                                                               | Filipe Sousa        | 60,01 / 100 | 6 / 7      |
| Santana         |         | CDS – Partido Popular                                                                                          | Teófilo Cunha       | 60,46 / 100 | 4 / 5      |
| São Vicente     |         | Grupo de cidadãos eleitores Unidos por São Vicente                                                             | José António Garcês | 79,20 / 100 | 5 / 5      |

### Distrito de Portalegre
Dados disponibilidados pelo MAI em mai.gov.pt
| Concelho        | Partido | Partido                                                                     | Presidente          | %           | Vereadores |
| --------------- | ------- | --------------------------------------------------------------------------- | ------------------- | ----------- | ---------- |
| Alter do Chão   |         | Partido Socialista                                                          | Francisco Reis      | 47,17 / 100 | 3 / 5      |
| Arronches       |         | Partido Social Democrata                                                    | Fermelinda Carvalho | 62,25 / 100 | 4 / 5      |
| Avis            |         | CDU – Coligação Democrática Unitária                                        | Nuno Silva          | 61,44 / 100 | 4 / 5      |
| Campo Maior     |         | Partido Socialista                                                          | Ricardo Pinheiro    | 65,00 / 100 | 4 / 5      |
| Castelo de Vide |         | Partido Social Democrata                                                    | António Pita        | 57,05 / 100 | 3 / 5      |
| Crato           |         | Partido Socialista                                                          | Joaquim Diogo       | 43,06 / 100 | 2 / 5      |
| Elvas           |         | Partido Socialista                                                          | Nuno Mocinha        | 48,93 / 100 | 4 / 7      |
| Fronteira       |         | Partido Social Democrata                                                    | Rogério Silva       | 56,87 / 100 | 3 / 5      |
| Gavião          |         | Partido Socialista                                                          | José Pio            | 63,99 / 100 | 4 / 5      |
| Marvão          |         | Partido Social Democrata                                                    | Luís Vitorino       | 32,43 / 100 | 2 / 5      |
| Monforte        |         | CDU – Coligação Democrática Unitária                                        | Gonçalo Lagem       | 61,50 / 100 | 4 / 5      |
| Nisa            |         | Partido Socialista                                                          | Idalina Trindade    | 50,44 / 100 | 3 / 5      |
| Ponte de Sor    |         | Partido Socialista                                                          | Hugo Hilário        | 68,26 / 100 | 6 / 7      |
| Portalegre      |         | Grupo de cidadãos eleitores Candidatura Livre e Independente por Portalegre | Adelaide Teixeira   | 31,60 / 100 | 3 / 7      |
| Sousel          |         | Partido Socialista                                                          | Manuel Valério      | 61,16 / 100 | 4 / 5      |

### Distrito do Porto
Dados disponibilidados pelo MAI em mai.gov.pt
| Concelho           | Partido | Partido                                                         | Presidente              | %           | Vereadores |
| ------------------ | ------- | --------------------------------------------------------------- | ----------------------- | ----------- | ---------- |
| Amarante           |         | Coligação Partido Social Democrata–CDS – Partido Popular        | José Luís Gaspar        | 55,43 / 100 | 6 / 9      |
| Baião              |         | Partido Socialista                                              | Paulo Pereira           | 67,11 / 100 | 5 / 7      |
| Felgueiras         |         | Coligação Livre–Partido Socialista                              | Nuno Fonseca            | 47,42 / 100 | 5 / 9      |
| Gondomar           |         | Partido Socialista                                              | Marco Martins           | 45,52 / 100 | 6 / 11     |
| Lousada            |         | Partido Socialista                                              | Pedro Machado           | 53,05 / 100 | 4 / 7      |
| Maia               |         | Coligação Partido Social Democrata–CDS – Partido Popular        | António Silva Tiago     | 39,95 / 100 | 6 / 11     |
| Marco de Canaveses |         | Partido Socialista                                              | Cristina Vieira         | 44,21 / 100 | 4 / 7      |
| Matosinhos         |         | Partido Socialista                                              | Luísa Salgueiro         | 36,36 / 100 | 5 / 11     |
| Paços de Ferreira  |         | Partido Socialista                                              | Humberto Brito          | 64,76 / 100 | 5 / 7      |
| Paredes            |         | Partido Socialista                                              | Alexandre Almeida       | 50,35 / 100 | 5 / 9      |
| Penafiel           |         | Coligação Partido Social Democrata–CDS – Partido Popular        | Antonino Sousa          | 51,87 / 100 | 5 / 9      |
| Porto              |         | Grupo de cidadãos eleitores Porto, o Nosso Partido 2017         | Rui Moreira             | 44,46 / 100 | 7 / 11     |
| Póvoa de Varzim    |         | Partido Social Democrata                                        | Aires Pereira           | 57,70 / 100 | 7 / 9      |
| Santo Tirso        |         | Partido Socialista                                              | Joaquim Couto           | 53,79 / 100 | 6 / 9      |
| Trofa              |         | Coligação Partido Social Democrata–CDS – Partido Popular        | Sérgio Humberto Silva   | 59,61 / 100 | 5 / 7      |
| Valongo            |         | Partido Socialista                                              | José Manuel Ribeiro     | 57,31 / 100 | 6 / 9      |
| Vila do Conde      |         | Grupo de cidadãos eleitores Elisa Ferraz – Nós Avançamos Unidos | Elisa Ferraz            | 47,74 / 100 | 5 / 9      |
| Vila Nova de Gaia  |         | Partido Socialista                                              | Eduardo Vítor Rodrigues | 61,68 / 100 | 9 / 11     |

### Distrito de Santarém
Dados disponibilidados pelo MAI em mai.gov.pt
| Concelho               | Partido | Partido                                                  | Presidente               | %           | Vereadores |
| ---------------------- | ------- | -------------------------------------------------------- | ------------------------ | ----------- | ---------- |
| Abrantes               |         | Partido Socialista                                       | Maria do Céu Albuquerque | 51,73 / 100 | 5 / 7      |
| Alcanena               |         | Partido Socialista                                       | Fernando Asseiceira      | 55,36 / 100 | 5 / 7      |
| Almeirim               |         | Partido Socialista                                       | Pedro Ribeiro            | 73,88 / 100 | 6 / 7      |
| Alpiarça               |         | CDU – Coligação Democrática Unitária                     | Mário Pereira            | 45,64 / 100 | 3 / 5      |
| Benavente              |         | CDU – Coligação Democrática Unitária                     | Carlos Coutinho          | 45,50 / 100 | 4 / 7      |
| Cartaxo                |         | Partido Socialista                                       | Pedro Magalhães Ribeiro  | 52,48 / 100 | 5 / 7      |
| Chamusca               |         | Partido Socialista                                       | Paulo Queimado           | 54,10 / 100 | 3 / 5      |
| Constância             |         | Partido Socialista                                       | Sérgio Oliveira          | 53,16 / 100 | 3 / 5      |
| Coruche                |         | Partido Socialista                                       | Francisco Oliveira       | 56,95 / 100 | 4 / 7      |
| Entroncamento          |         | Partido Socialista                                       | Jorge Faria              | 45,43 / 100 | 4 / 7      |
| Ferreira do Zêzere     |         | Partido Social Democrata                                 | Jacinto Lopes            | 44,87 / 100 | 3 / 5      |
| Golegã                 |         | Partido Socialista                                       | José Veiga Maltez        | 56,84 / 100 | 3 / 5      |
| Mação                  |         | Partido Social Democrata                                 | Vasco Estrela            | 65,49 / 100 | 4 / 5      |
| Ourém                  |         | Coligação Partido Social Democrata–CDS – Partido Popular | Luís Albuquerque         | 47,24 / 100 | 4 / 7      |
| Rio Maior              |         | Coligação Partido Social Democrata–CDS – Partido Popular | Isaura Morais            | 52,87 / 100 | 5 / 7      |
| Salvaterra de Magos    |         | Partido Socialista                                       | Hélder Esménio           | 52,53 / 100 | 5 / 7      |
| Santarém               |         | Partido Social Democrata                                 | Ricardo Gonçalves        | 43,19 / 100 | 5 / 9      |
| Sardoal                |         | Partido Social Democrata                                 | Miguel Borges            | 56,13 / 100 | 3 / 5      |
| Tomar                  |         | Partido Socialista                                       | Anabela Freitas          | 40,22 / 100 | 4 / 7      |
| Torres Novas           |         | Partido Socialista                                       | Pedro Ferreira           | 51,27 / 100 | 5 / 7      |
| Vila Nova da Barquinha |         | Partido Socialista                                       | Fernando Freire          | 65,17 / 100 | 4 / 5      |

### Distrito de Setúbal
Dados disponibilidados pelo MAI em mai.gov.pt
| Concelho          | Partido | Partido                              | Presidente              | %           | Vereadores |
| ----------------- | ------- | ------------------------------------ | ----------------------- | ----------- | ---------- |
| Alcácer do Sal    |         | CDU – Coligação Democrática Unitária | Vítor Proença           | 46,82 / 100 | 4 / 7      |
| Alcochete         |         | Partido Socialista                   | Fernando Pinto          | 34,41 / 100 | 3 / 7      |
| Almada            |         | Partido Socialista                   | Inês de Medeiros        | 31,28 / 100 | 4 / 11     |
| Barreiro          |         | Partido Socialista                   | Frederico Rosa          | 37,52 / 100 | 4 / 9      |
| Grândola          |         | CDU – Coligação Democrática Unitária | António Figueira Mendes | 43,48 / 100 | 4 / 7      |
| Moita             |         | CDU – Coligação Democrática Unitária | Rui Garcia              | 41,10 / 100 | 4 / 9      |
| Montijo           |         | Partido Socialista                   | Nuno Canta              | 45,42 / 100 | 4 / 7      |
| Palmela           |         | CDU – Coligação Democrática Unitária | Álvaro Amaro            | 40,67 / 100 | 4 / 9      |
| Santiago do Cacém |         | CDU – Coligação Democrática Unitária | Álvaro Beijinha         | 45,61 / 100 | 4 / 7      |
| Seixal            |         | CDU – Coligação Democrática Unitária | Joaquim Santos          | 36,54 / 100 | 5 / 11     |
| Sesimbra          |         | CDU – Coligação Democrática Unitária | Francisco Jesus         | 41,62 / 100 | 4 / 7      |
| Setúbal           |         | CDU – Coligação Democrática Unitária | Maria das Dores Meira   | 49,95 / 100 | 7 / 11     |
| Sines             |         | Partido Socialista                   | Nuno Mascarenhas        | 58,59 / 100 | 5 / 7      |

### Distrito de Viana do Castelo
Dados disponibilidados pelo MAI em mai.gov.pt
| Concelho              | Partido | Partido                                                                  | Presidente          | %           | Vereadores |
| --------------------- | ------- | ------------------------------------------------------------------------ | ------------------- | ----------- | ---------- |
| Arcos de Valdevez     |         | Partido Social Democrata                                                 | João Manuel Esteves | 67,81 / 100 | 6 / 7      |
| Caminha               |         | Partido Socialista                                                       | Miguel Alves        | 53,15 / 100 | 4 / 7      |
| Melgaço               |         | Partido Socialista                                                       | Manoel Batista      | 59,98 / 100 | 5 / 7      |
| Monção                |         | Partido Social Democrata                                                 | António Barbosa     | 47,01 / 100 | 4 / 7      |
| Paredes de Coura      |         | Partido Socialista                                                       | Vítor Paulo Pereira | 76,58 / 100 | 5 / 5      |
| Ponte da Barca        |         | Partido Social Democrata                                                 | Augusto Marinho     | 54,15 / 100 | 4 / 7      |
| Ponte de Lima         |         | CDS – Partido Popular                                                    | Victor Mendes       | 52,11 / 100 | 5 / 7      |
| Valença               |         | Partido Social Democrata                                                 | Jorge Mendes        | 57,29 / 100 | 5 / 7      |
| Viana do Castelo      |         | Partido Socialista                                                       | José Maria Costa    | 53,68 / 100 | 5 / 9      |
| Vila Nova de Cerveira |         | Grupo de cidadãos eleitores Movimento Independente Pensar Cerver – PenCe | Fernando Nogueira   | 58,23 / 100 | 3 / 5      |

### Distrito de Vila Real
Dados disponibilidados pelo MAI em mai.gov.pt
| Concelho                 | Partido | Partido                                                  | Presidente            | %           | Vereadores |
| ------------------------ | ------- | -------------------------------------------------------- | --------------------- | ----------- | ---------- |
| Alijó                    |         | Coligação Partido Social Democrata–CDS – Partido Popular | José Paredes          | 44,69 / 100 | 4 / 7      |
| Boticas                  |         | Partido Social Democrata                                 | Fernando Quiroga      | 76,18 / 100 | 5 / 5      |
| Chaves                   |         | Partido Socialista                                       | Nuno Vaz              | 51,43 / 100 | 4 / 7      |
| Mesão Frio               |         | Partido Socialista                                       | Alberto Pereira       | 61,55 / 100 | 4 / 5      |
| Mondim de Basto          |         | Partido Socialista                                       | Humberto Cerqueira    | 58,20 / 100 | 4 / 5      |
| Montalegre               |         | Partido Socialista                                       | Orlando Alves         | 60,60 / 100 | 5 / 7      |
| Murça                    |         | Partido Social Democrata                                 | Mário Artur Lopes     | 47,82 / 100 | 3 / 5      |
| Peso da Régua            |         | Partido Social Democrata                                 | José Manuel Gonçalves | 55,14 / 100 | 4 / 7      |
| Ribeira de Pena          |         | Partido Socialista                                       | João Noronha          | 49,94 / 100 | 3 / 5      |
| Sabrosa                  |         | Partido Socialista                                       | Domingos Carvas       | 53,33 / 100 | 3 / 5      |
| Santa Marta de Penaguião |         | Partido Socialista                                       | Luís Machado          | 62,60 / 100 | 4 / 5      |
| Valpaços                 |         | Partido Social Democrata                                 | Amílcar Almeida       | 75,73 / 100 | 6 / 7      |
| Vila Pouca de Aguiar     |         | Partido Social Democrata                                 | Alberto Machado       | 54,06 / 100 | 4 / 7      |
| Vila Real                |         | Partido Socialista                                       | Rui Santos            | 64,35 / 100 | 7 / 9      |

### Distrito de Viseu
Dados disponibilidados pelo MAI em mai.gov.pt
| Concelho              | Partido | Partido                                                  | Presidente                | %           | Vereadores |
| --------------------- | ------- | -------------------------------------------------------- | ------------------------- | ----------- | ---------- |
| Armamar               |         | Partido Social Democrata                                 | João Paulo Fonseca        | 54,73 / 100 | 3 / 5      |
| Carregal do Sal       |         | Partido Socialista                                       | Rogério Abrantes          | 47,95 / 100 | 3 / 5      |
| Castro Daire          |         | Coligação Partido Social Democrata–CDS – Partido Popular | Paulo Almeida             | 49,83 / 100 | 4 / 7      |
| Cinfães               |         | Partido Socialista                                       | Armando Mourisco          | 75,36 / 100 | 6 / 7      |
| Lamego                |         | Partido Socialista                                       | Ângelo Moura              | 37,93 / 100 | 3 / 7      |
| Mangualde             |         | Partido Socialista                                       | João Azevedo              | 69,53 / 100 | 6 / 7      |
| Moimenta da Beira     |         | Partido Socialista                                       | José Eduardo Ferreira     | 52,53 / 100 | 4 / 7      |
| Mortágua              |         | Partido Social Democrata                                 | José Júlio Norte          | 47,80 / 100 | 3 / 5      |
| Nelas                 |         | Partido Socialista                                       | José Borges da Silva      | 48,66 / 100 | 4 / 7      |
| Oliveira de Frades    |         | Nós, Cidadãos!                                           | Paulo Robalo Ferreira     | 46,96 / 100 | 3 / 5      |
| Penalva do Castelo    |         | Partido Socialista                                       | Francisco Carvalho        | 67,87 / 100 | 4 / 5      |
| Penedono              |         | Partido Social Democrata                                 | Carlos Esteves            | 55,24 / 100 | 3 / 5      |
| Resende               |         | Partido Socialista                                       | Manuel Garcês Trindade    | 47,42 / 100 | 4 / 7      |
| Santa Comba Dão       |         | Partido Socialista                                       | Leonel Gouveia            | 58,27 / 100 | 5 / 7      |
| São João da Pesqueira |         | Grupo de cidadãos eleitores PNT – Pela Nossa Terra       | Manuel Cordeiro           | 54,09 / 100 | 3 / 5      |
| São Pedro do Sul      |         | Partido Socialista                                       | Vítor Figueiredo          | 61,01 / 100 | 5 / 7      |
| Sátão                 |         | Partido Social Democrata                                 | Paulo Santos              | 47,65 / 100 | 4 / 7      |
| Sernancelhe           |         | Partido Social Democrata                                 | Carlos Santiago           | 71,92 / 100 | 4 / 5      |
| Tabuaço               |         | Coligação Partido Social Democrata–CDS – Partido Popular | Carlos Carvalho           | 57,75 / 100 | 3 / 5      |
| Tarouca               |         | Partido Social Democrata                                 | Valdemar Pereira          | 56,76 / 100 | 3 / 5      |
| Tondela               |         | Partido Social Democrata                                 | José António Jesus        | 57,49 / 100 | 5 / 7      |
| Vila Nova de Paiva    |         | Partido Socialista                                       | José Morgado              | 57,67 / 100 | 4 / 5      |
| Viseu                 |         | Partido Social Democrata                                 | António Almeida Henriques | 51,74 / 100 | 6 / 9      |
| Vouzela               |         | Partido Social Democrata                                 | Rui Ladeira               | 62,21 / 100 | 4 / 5      |

## Câmaras que mudaram de Partido
| Concelho                     | 2013–2017                  | 2013–2017                                                     | 2017–2021                  | 2017–2021                                                                      |
| Concelho                     | Partido                    | Partido                                                       | Partido                    | Partido                                                                        |
| Região Autónoma dos Açores   | Região Autónoma dos Açores | Região Autónoma dos Açores                                    | Região Autónoma dos Açores | Região Autónoma dos Açores                                                     |
| ---------------------------- | -------------------------- | ------------------------------------------------------------- | -------------------------- | ------------------------------------------------------------------------------ |
| Nordeste                     |                            | Partido Socialista                                            |                            | Partido Social Democrata                                                       |
| Distrito de Aveiro           |                            |                                                               |                            |                                                                                |
| Águeda                       |                            | Partido Socialista                                            |                            | Grupo de cidadãos eleitores Juntos Movimento Independente                      |
| Oliveira de Azeméis          |                            | Partido Social Democrata                                      |                            | Partido Socialista                                                             |
| Oliveira do Bairro           |                            | Partido Social Democrata                                      |                            | CDS – Partido Popular                                                          |
| São João da Madeira          |                            | Partido Social Democrata                                      |                            | Partido Socialista                                                             |
| Distrito de Beja             |                            |                                                               |                            |                                                                                |
| Barrancos                    |                            | CDU – Coligação Democrática Unitária                          |                            | Partido Socialista                                                             |
| Beja                         |                            | CDU – Coligação Democrática Unitária                          |                            | Partido Socialista                                                             |
| Castro Verde                 |                            | CDU – Coligação Democrática Unitária                          |                            | Partido Socialista                                                             |
| Moura                        |                            | CDU – Coligação Democrática Unitária                          |                            | Partido Socialista                                                             |
| Distrito de Braga            |                            |                                                               |                            |                                                                                |
| Amares                       |                            | Partido Socialista                                            |                            | Coligação Partido Social Democrata–CDS – Partido Popular                       |
| Terras de Bouro              |                            | Partido Socialista                                            |                            | Partido Social Democrata                                                       |
| Vizela                       |                            | Partido Socialista                                            |                            | Grupo de cidadãos eleitores Vizela Sempre – Vitor Hugo Salgado – Independentes |
| Distrito de Bragança         |                            |                                                               |                            |                                                                                |
| Macedo de Cavaleiros         |                            | Partido Social Democrata                                      |                            | Partido Socialista                                                             |
| Mirandela                    |                            | Partido Social Democrata                                      |                            | Partido Socialista                                                             |
| Distrito de Évora            |                            |                                                               |                            |                                                                                |
| Alandroal                    |                            | CDU – Coligação Democrática Unitária                          |                            | Partido Socialista                                                             |
| Distrito de Faro             |                            |                                                               |                            |                                                                                |
| Castro Marim                 |                            | Partido Social Democrata                                      |                            | Coligação Partido Social Democrata–CDS – Partido Popular                       |
| Distrito da Guarda           |                            |                                                               |                            |                                                                                |
| Almeida                      |                            | Coligação Partido Social Democrata–CDS – Partido Popular      |                            | Partido Social Democrata                                                       |
| Celorico da Beira            |                            | Partido Socialista                                            |                            | Partido Social Democrata                                                       |
| Gouveia                      |                            | Coligação Partido Social Democrata–CDS – Partido Popular      |                            | Partido Social Democrata                                                       |
| Guarda                       |                            | Coligação Partido Social Democrata–CDS – Partido Popular      |                            | Partido Social Democrata                                                       |
| Manteigas                    |                            | Partido Social Democrata                                      |                            | Partido Socialista                                                             |
| Distrito de Leiria           |                            |                                                               |                            |                                                                                |
| Ansião                       |                            | Partido Social Democrata                                      |                            | Partido Socialista                                                             |
| Bombarral                    |                            | Partido Social Democrata                                      |                            | Partido Socialista                                                             |
| Castanheira de Pera          |                            | Partido Socialista                                            |                            | Partido Social Democrata                                                       |
| Pedrógão Grande              |                            | Partido Social Democrata                                      |                            | Partido Socialista                                                             |
| Peniche                      |                            | CDU – Coligação Democrática Unitária                          |                            | Grupo de cidadãos eleitores Grupo Cidadãos Eleitores por Peniche               |
| Porto de Mós                 |                            | Partido Socialista                                            |                            | Partido Social Democrata                                                       |
| Região Autónoma da Madeira   |                            |                                                               |                            |                                                                                |
| Ponta do Sol                 |                            | Partido Social Democrata                                      |                            | Partido Socialista                                                             |
| Porto Santo                  |                            | Partido Socialista                                            |                            | Partido Social Democrata                                                       |
| Ribeira Brava                |                            | Partido Social Democrata                                      |                            | Grupo de cidadãos eleitores Ribeira Brava em Primeiro                          |
| Santa Cruz                   |                            | Grupo de cidadãos eleitores Juntos pelo Povo Santa Cruz       |                            | Juntos pelo Povo                                                               |
| Distrito de Portalegre       |                            |                                                               |                            |                                                                                |
| Alter do Chão                |                            | Partido Social Democrata                                      |                            | Partido Socialista                                                             |
| Sousel                       |                            | Partido Social Democrata                                      |                            | Partido Socialista                                                             |
| Distrito do Porto            |                            |                                                               |                            |                                                                                |
| Felgueiras                   |                            | Coligação Partido Social Democrata–Partido Popular Monárquico |                            | Coligação Livre–Partido Socialista                                             |
| Marco de Canaveses           |                            | Partido Social Democrata                                      |                            | Partido Socialista                                                             |
| Matosinhos                   |                            | Grupo de cidadãos eleitores Guilherme Pinto por Matosinhos    |                            | Partido Socialista                                                             |
| Paredes                      |                            | Partido Social Democrata                                      |                            | Partido Socialista                                                             |
| Vila do Conde                |                            | Partido Socialista                                            |                            | Grupo de cidadãos eleitores Elisa Ferraz – Nós Avançamos Unidos                |
| Distrito de Santarém         |                            |                                                               |                            |                                                                                |
| Constância                   |                            | CDU – Coligação Democrática Unitária                          |                            | Partido Socialista                                                             |
| Ourém                        |                            | Partido Socialista                                            |                            | Coligação Partido Social Democrata–CDS – Partido Popular                       |
| Distrito de Setúbal          |                            |                                                               |                            |                                                                                |
| Alcochete                    |                            | CDU – Coligação Democrática Unitária                          |                            | Partido Socialista                                                             |
| Almada                       |                            | CDU – Coligação Democrática Unitária                          |                            | Partido Socialista                                                             |
| Barreiro                     |                            | CDU – Coligação Democrática Unitária                          |                            | Partido Socialista                                                             |
| Distrito de Viana do Castelo |                            |                                                               |                            |                                                                                |
| Monção                       |                            | Partido Socialista                                            |                            | Partido Social Democrata                                                       |
| Ponte da Barca               |                            | Partido Socialista                                            |                            | Partido Social Democrata                                                       |
| Distrito de Vila Real        |                            |                                                               |                            |                                                                                |
| Alijó                        |                            | Partido Social Democrata                                      |                            | Coligação Partido Social Democrata–CDS – Partido Popular                       |
| Chaves                       |                            | Partido Social Democrata                                      |                            | Partido Socialista                                                             |
| Distrito de Viseu            |                            |                                                               |                            |                                                                                |
| Castro Daire                 |                            | Partido Socialista                                            |                            | Coligação Partido Social Democrata–CDS – Partido Popular                       |
| Lamego                       |                            | Coligação Partido Social Democrata–CDS – Partido Popular      |                            | Partido Socialista                                                             |
| Oliveira de Frades           |                            | Coligação Partido Social Democrata–CDS – Partido Popular      |                            | Nós, Cidadãos!                                                                 |
| São João da Pesqueira        |                            | Partido Social Democrata                                      |                            | Grupo de cidadãos eleitores PNT – Pela Nossa Terra                             |

## Câmaras Municipais mais renhidas
Nas eleições autárquicas de 2017, 31 câmaras municipais foram decididas por menos de 5% dos votos, seis das quais decididas por menos de 1% dos votos. As margens de vitória, e o partido vencedor, nos municípios mais disputados são as seguintes:
1. Fafe — PS +0.56%
2. Ponta do Sol — PS +0.60%
3. Almada — PS +0.62%
4. Marvão — PPD/PSD +0.76%
5. Castro Marim — PPD/PSD.CDS–PP +0.82%
6. Porto Santo — PPD/PSD +0.95%
7. Póvoa do Lanhoso — PPD/PSD +1.00%
8. Vinhais — PS +1.01%
9. Vila Viçosa — PCP–PEV +1.62%
10. Peniche — Ind. +2.02%
11. Alcochete — PS +2.29%
12. Mortágua — PPD/PSD +2.30%
13. Santa Cruz da Graciosa — PS +2.45%
14. Portalegre — Ind. +2.71%
15. Murça — PPD/PSD +2.83%
16. Maia — PPD/PSD.CDS–PP +3.32%
17. Barrancos — PS +3.44%
18. Castanheira de Pera — PPD/PSD +3.70%
19. Manteigas — PS +3.93%
20. Terras de Bouro — PPD/PSD +3.93%
21. Monção — PPD/PSD +4.01%
22. Carrazeda de Ansiães — PPD/PSD +4.10%
23. Miranda do Douro — PS +4.19%
24. Barreiro — PS +4.25%
25. Horta — PS +4.27%
26. Celorico da Beira — PPD/PSD +4.39%
27. Loures — PCP–PEV +4.52%
28. Arganil — PPD/PSD +4.55%
29. Alpiarça — PCP–PEV +4.64%
30. Cabeceiras de Basto — PS +4.75%
31. Marinha Grande — PS +4.82%